# United Airlines
United Airlines, Inc. è una compagnia aerea maggiore statunitense, con sede nella Willis Tower a Chicago, in Illinois. 
È la quinta compagnia al mondo per numero di passeggeri trasportati, la seconda per estensione di flotta dopo Delta e la prima per numero di destinazioni con ben 358 destinazioni in 73 paesi differenti.
I suoi hub principali sono l'aeroporto di Chicago-O'Hare e l'aeroporto Internazionale di Denver.

## Storia

### Gli inizi
United Airlines nacque da un'idea del pioniere dell'aviazione William Boeing, che entrò nel settore aeronautico nel 1916. La sua Boeing Airplane Company, come veniva chiamata allora, ottenne la prima consegna postale internazionale nel 1919, e fondò la United Aircraft Corp. nel 1928. Fu questa che acquisì l'operatore di servizi postali e passeggeri Pacific Air Transport il 1º gennaio 1928, poi ribattezzata Boeing Aircraft & Transport Co., fusa con Pratt & Whitney Aircraft all'inizio del 1929 per formare la United Aircraft and Transport Corporation (UATC). UATC acquisì la prima compagnia aerea statunitense di servizi di linea Stout Air Services il 29 aprile 1929, il primo operatore di linea (solo postale) della nazione Varney Air Lines all'inizio del 1930, e infine National Air Transport (un grande vettore postale con sede a Chicago) il 7 maggio 1930. Il 28 marzo 1931, l'UATC formò la società United Air Lines, Inc. per gestire le sue controllate aeree. Pertanto, la United Airlines afferma di essere la più antica compagnia aerea commerciale degli Stati Uniti grazie all'acquisizione della Varney.
La Varney venne fondata da Walter Varney a Boise, Idaho. Il 5 aprile 1926, il capo pilota di Varney Leon D. "Lee" Cuddeback operò il primo volo di posta aerea su contratto con un biplano Swallow dal quartier generale di Boise di Varney all'hub postale della ferrovia a Pasco, Washington, e tornò il giorno successivo con 200 libbre di posta. L'hangar originale del 1925 di Varney Airlines fungeva da porzione del terminal per l'aeroporto di Boise fino al 2003, quando la struttura è stata sostituita.
Attraverso la sua serie di acquisizioni di successo, la United Air Lines fornì i suoi primi servizi di passeggeri e posta da costa a costa entro il 1930. Ci volevano 27 ore per volare sulla rotta, solo andata. Boeing Air Transport assunse un'infermiera registrata Ellen Church per assistere i passeggeri; United sostiene che Church sia la prima hostess assistente di volo nella storia.
In seguito allo scandalo della posta aerea del 1930, l'Air Mail Act del 1934 vietò la proprietà comune di produttori e compagnie aeree. Il presidente della UATC Philip G. Johnson fu costretto a dimettersi e si trasferì alla Trans-Canada Airlines, la futura Air Canada. UATC venne suddivisa in tre società separate. Gli interessi manifatturieri della UATC a est del fiume Mississippi divennero United Aircraft (la futura United Technologies), mentre i suoi interessi produttivi ad ovest del Mississippi divennero Boeing Airplane Company. Gli interessi "aerei" divennero United Air Lines. Il nuovo presidente della compagnia aerea, assunto per ricominciare da capo quando i contratti di posta aerea furono riassegnati nel 1934, fu William A. Patterson, che rimase fino al 1963.

### Espansione in vettore nazionale

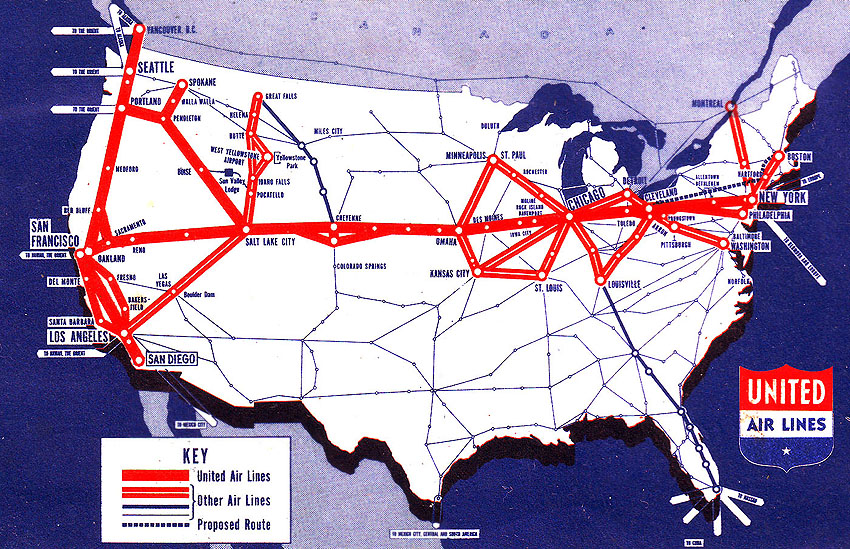
Mappa delle rotte della United Air Lines nel 1940.

Le prime rotte di United, formate collegando città già nella rete del trasporto di posta aerea, includevano New York, Chicago, Salt Lake City e San Francisco. I primi collegamenti divennero la base degli hub della United a Chicago e San Francisco, e successivamente a Denver e Washington; questi rimangono tuttora i principali hub di United.
Nel 1933, United ha introdotto il Boeing 247; per la prima volta, i passeggeri potevano volare attraverso gli Stati Uniti senza una sosta notturna o senza cambiare aereo. Quell'estate, il volo più veloce partì da Newark a mezzogiorno (probabilmente EST) e arrivò a San Francisco alle 6:55 PST dopo otto scali; la tariffa era di 160 dollari solo andata, pari a più di 3.000 nel valore di oggi.
Nella notte del 10 ottobre 1933, un Boeing 247 della United esplose a mezz'aria e si schiantò vicino a Chesterton, nell'Indiana, uccidendo sette persone a bordo. Un'indagine rivelò che l'esplosione era stata causata da una bomba alla nitroglicerina collocata nella stiva dei bagagli. Si ritiene che l'incidente sia il primo caso provato di sabotaggio aereo nella storia dell'aviazione commerciale. Nessun sospetto o motivo per tale gesto è mai stato trovato.
Durante la seconda guerra mondiale, gli equipaggi di terra addestrati dalla United modificarono gli aeroplani per essere utilizzati come bombardieri e trasportarono posta, materiale e passeggeri a sostegno dello sforzo bellico. La compagnia aerea era impegnata a coprire la necessità di trasporto aereo negli Stati Uniti durante la guerra. La sua flotta di cinquanta aeromobili fu utilizzata a una velocità di oltre tredici ore al giorno entro il 1945 (ben al di sopra della velocità prebellica di meno di nove ore al giorno), volando per 100.000 miglia al giorno. La United del dopoguerra beneficiò delle nuove tecnologie (come la cabina pressurizzata che permise agli aerei di volare al di sopra delle nuvole) e di un boom nella domanda dei passeggeri. Questo fu il periodo in cui Pan American Airways rilanciò il suo sistema di rotte del Pacifico che sarebbe stato successivamente acquisito dalla United.

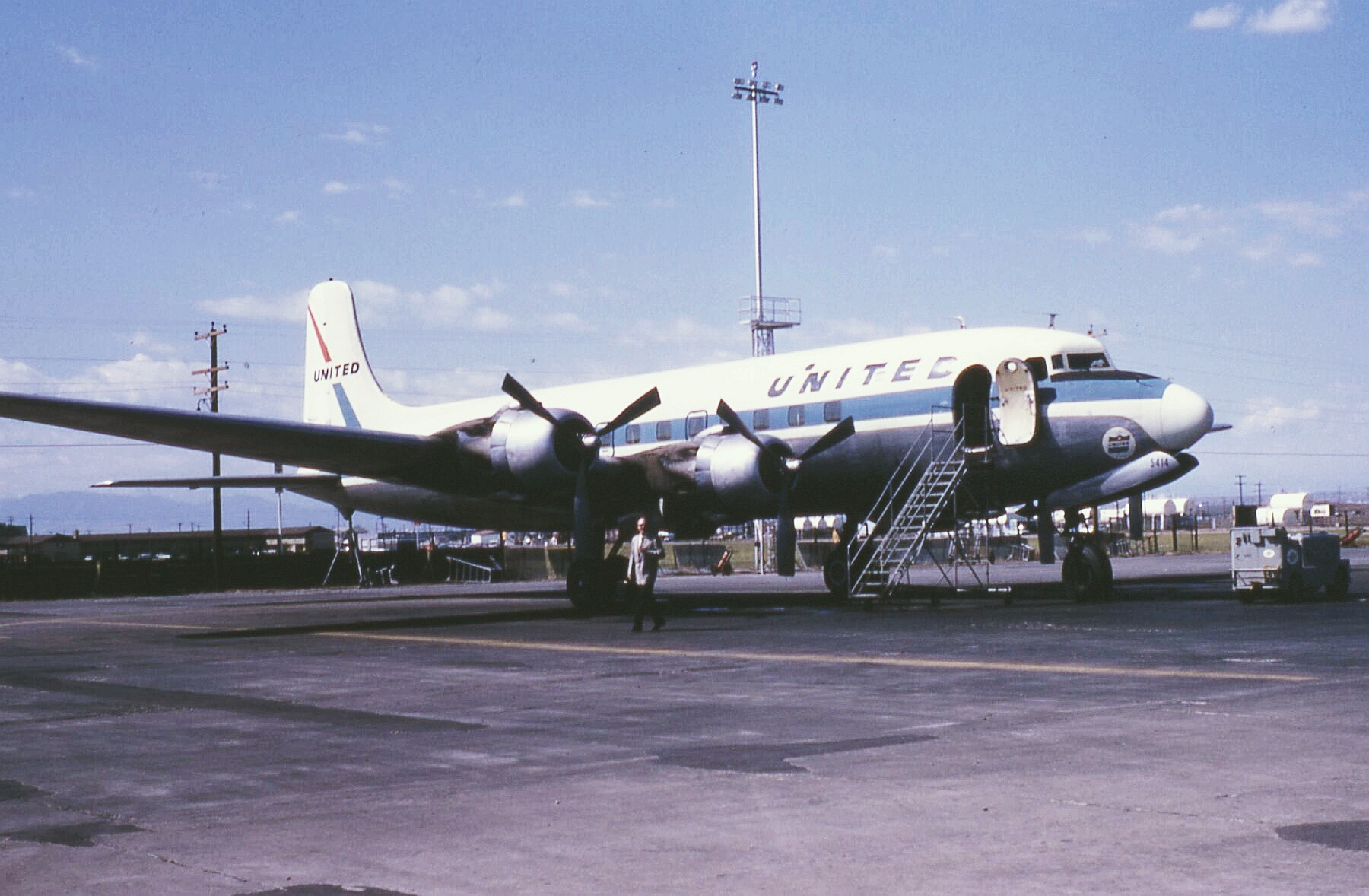
Un Douglas DC-6 nel 1955.

Nel 1954, United divenne la prima compagnia aerea con simulatori di volo che avevano segnali visivi, sonori e di movimento per l'addestramento dei piloti. Acquistati per 3 milioni di dollari (1954) dalla Curtiss-Wright, questi furono i primi simulatori moderni per l'addestramento di piloti commerciali.
Dal 1953 al 1970, United operò sei giorni su sette voli pomeridiani non-stop a tariffa extra "solo per uomini" tra New York e Chicago ("The Chicago Executive" 642-643) e Los Angeles e San Francisco (665-666) su cui donne e bambini vennero banditi. Pubblicizzati come un "club nel cielo", presentavano "cocktail, cena con bistecche e il permesso di fumare pipe e sigari".
Il 1º novembre 1955, il volo United Airlines 629 venne fatto esplodere mentre volava dall'aeroporto Stapleton di Denver a Portland, provocando la morte di tutti i 39 passeggeri e cinque membri dell'equipaggio a bordo del Douglas DC-6B. La bomba era stata piazzata da Jack Graham, che aveva messo il dispositivo nel bagaglio di sua madre per ritirare la sua polizza di assicurazione sulla vita. Graham fu arrestato, processato e successivamente giustiziato un anno dopo l'esplosione.

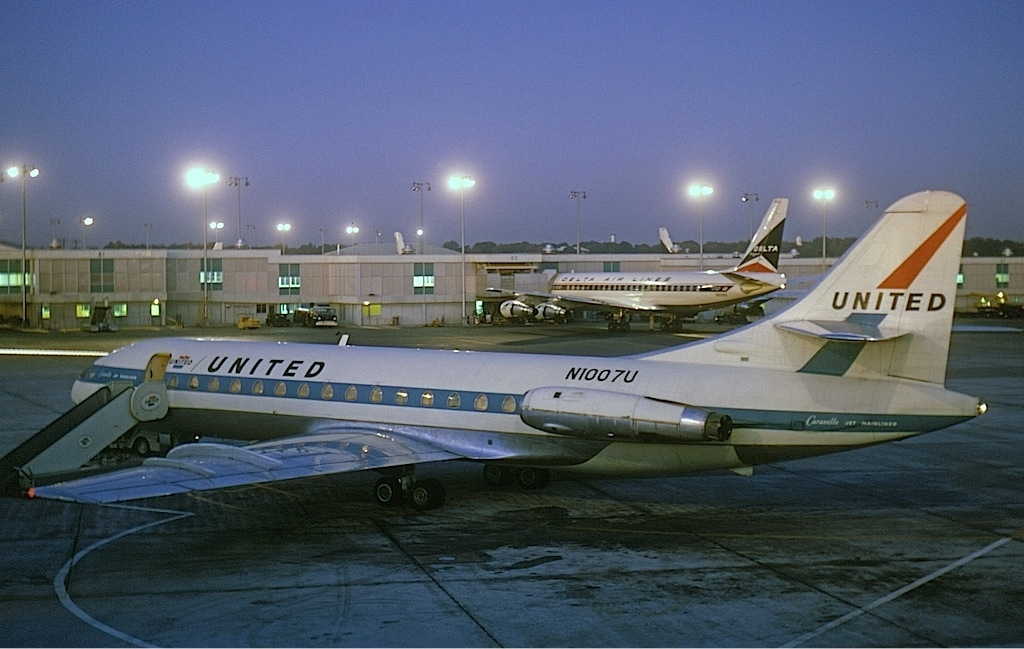
Un Sud Aviation Caravelle nel 1965.

Alla fine degli anni cinquanta, tre aerei della United furono persi in collisioni a mezz'aria che uccisero tutti su entrambi gli aerei coinvolti. Il 30 giugno 1956, il volo 718 entrò in collisione con un Super Constellation Lockheed L-1049 della Trans World Airlines sopra il Grand Canyon in quello che allora era il disastro aereo commerciale peggiore mai avvenuto. Il 21 aprile 1958, il volo 736 si schiantò nel Nevada meridionale dopo una collisione con un caccia da combattimento USAF F-100 Super Sabre. Il 16 dicembre 1960, il volo 826 colpì un Super Constellation della TWA sopra New York City. Questi incidenti hanno contribuito a spianare la strada al moderno controllo del traffico aereo. Inoltre, nel 1958, la United ricevette il suo primo Douglas DC-8, il suo primo aereo a reazione.
Il 1º giugno 1961, United si fuse con Capital Airlines, sostituendo la rivale American Airlines come seconda compagnia aerea al mondo dopo Aeroflot dell'Unione Sovietica. La fusione portò la United ad ereditare dalla Capital il Vickers Viscount di fabbricazione britannica, che era l'unico aereo turboelica di linea principale mai operato dalla compagnia aerea. La United iniziò anche a utilizzare i Sud Aviation Caravelle di fabbricazione francese e fu l'unica compagnia aerea americana ad aver mai operato i Caravelle nei servizi passeggeri di linea. Nel 1968, la società si riorganizzò, creando UAL Corporation con United Airlines come sussidiaria interamente controllata.
Nell'agosto 1970, la United prese in consegna i suoi primi Boeing 747, inizialmente operandoli su rotte più lunghe all'interno degli Stati Uniti. Un anno dopo, la United, insieme ad American, erano i clienti di lancio del McDonnell Douglas DC-10, che per molti anni ha servito da cavallo di battaglia nelle flotte di entrambe le compagnie aeree e di altre in tutto il mondo.
United Airlines è l'unica compagnia aerea ad aver operato Executive One, la designazione data a un volo civile che trasportava il presidente degli Stati Uniti. Il 23 dicembre 1973, l'allora presidente Richard Nixon volò a bordo di un DC-10 della United da Washington-Dulles a Los Angeles. Il personale della Casa Bianca spiegò che questo era stato fatto per risparmiare carburante non dovendo pilotare il solito Boeing 707 usato per l'Air Force One.

### Deregolamentizzizazione

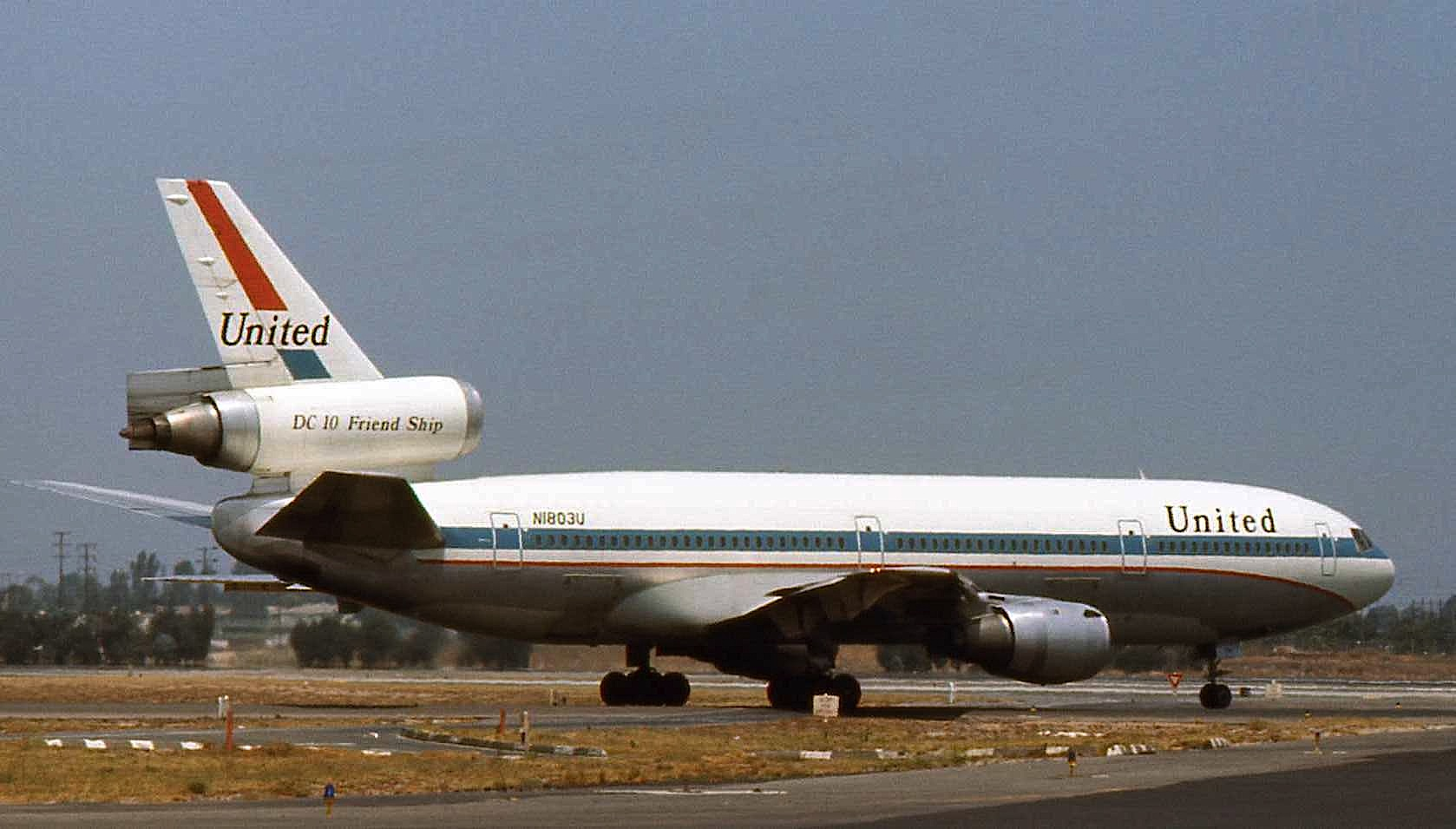
Il terzo DC-10 consegnato a United nel 1972.

La United cercò rotte oltremare negli anni sessanta, ma il Transpacific Route Case del 1969 negò loro questa espansione; non ottenne una rotta oltremare fino al 1983, quando iniziarono i voli per Tokyo da Portland e Seattle. La United divenne un sostenitore della deregolamentazione a causa della sua percezione che la regolamentazione, così come esisteva allora, fosse un ostacolo importante alla sua capacità di crescere in modo redditizio. Dopo anni di lavoro mirato per realizzare la deregolamentazione, il Airline Deregulation Act del 1978 diventò legge.
Nel 1985, la United accettò di acquistare l'intera Pacific Division, i Boeing 747SP e gli L-1011-500 della Pan American World Airways in difficoltà e il personale di volo per 750 milioni di dollari. Alla fine del 1986, la United volava verso tredici destinazioni del Pacifico, la maggior parte delle quali acquistata dalla Pan Am.

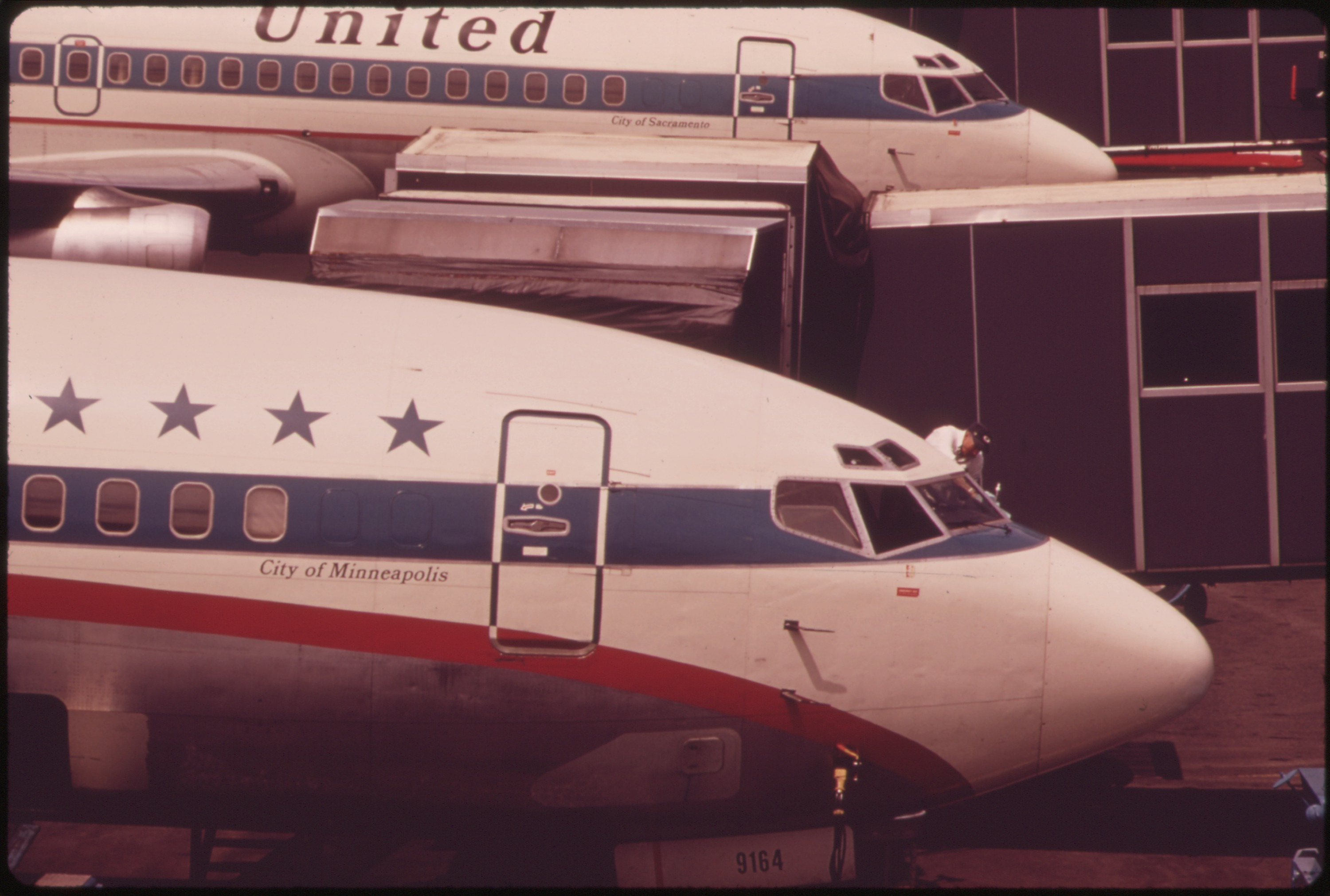
Alcuni Boeing 727 a Portland nel 1973.

Le turbolenze economiche durante gli anni settanta che portarono alla "stagflazione", disordini sindacali e le pressioni del Airline Deregulation Act del 1978 ostacolarono notevolmente l'industria e la United, che subì perdite in un momento in cui stava subendo cambiamenti anche al vertice. Alcuni cambiamenti furono dovuti in gran parte al pensionamento dei membri del senior management a lungo termine, nonché a cambiamenti guidati dalle prestazioni ai vertici nel 1969 e di nuovo nel 1985 in seguito allo sciopero dei piloti.
Nel maggio 1981, una settimana dopo che la rivale American Airlines aveva lanciato AAdvantage, il primo programma frequent flyer moderno, United lanciò il suo Mileage Plus.
Nel 1982, la United era la compagnia di lancio del Boeing 767-200, ricevendo i primi esemplari il 19 agosto.
Nel 1984, divenne la prima compagnia aerea a servire tutti i 50 stati con aeroporti commerciali quando iniziò i voli per Atlanta, Nashville, Memphis, Little Rock, Fargo, Casper, Jackson e Charleston.

### Partecipazione azionaria dei dipendenti

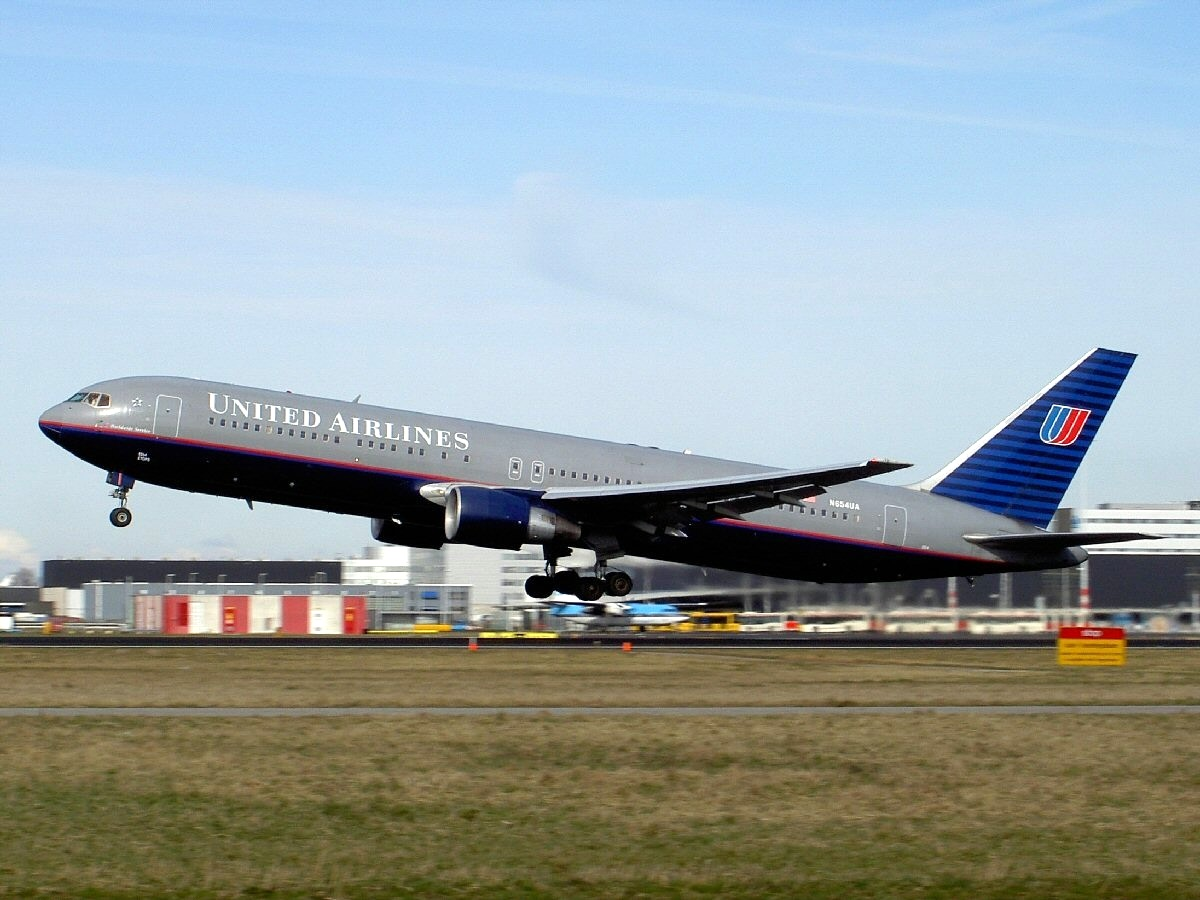
Un Boeing 767-300ER ad Amsterdam.

Il declino di Pan American World Airways offrì varie opportunità; nel 1991, la United acquistò le rotte della Pan Am per l'aeroporto di Londra Heathrow. In trattative dirette con il governo britannico, la United ottenne anche i diritti per volare a Heathrow da Chicago. Tuttavia, le conseguenze della guerra del Golfo e la concorrenza dei vettori a basso costo portarono a perdite di 332 milioni di dollari nel 1991 e 957 milioni di dollari nel 1992. Nel 1992, la United acquisì le rotte per l'America Latina e i Caraibi e i terminal di Miami della Pan Am, ma laciò passare mesi tra la chiusura della Pan Am e il suo lancio dei servizi.
Nel 1994, i piloti, i macchinisti, i gestori di borse e i dipendenti senza contratto di United accettarono di acquisire il 55% delle azioni della società in cambio di concessioni salariali dal 15% al 25%. Gli assistenti di volo votarono per non partecipare all'accordo, e alcuni inizialmente indossavano bottoni dicendo "we just work here" ("noi qui lavoriamo e basta"). Il piano di partecipazione azionaria dei dipendenti (ESOP) rese United la più grande società di proprietà dei dipendenti al mondo. United sfruttò l'opportunità per creare la controllata a basso costo Shuttle by United nel tentativo di competere con i vettori a basso costo.
I risultati finanziari dell'ESOP erano decisamente disomogenei per i diversi attori. Come parte dell'accordo, il CEO di United Stephen Wolf si dimise e assunse un lavoro di consulenza con Lazard Freres, la società di investimento che aveva assunto per il consiglio di amministrazione di United durante il processo di acquisizione. Stewart Oran, il principale consulente legale del sindacato dei piloti, ricevette un pacchetto di 5,5 milioni di dollari per entrare a far parte della direzione della nuova società di proprietà dei dipendenti come consulente legale. Avendo più voce in capitolo nella gestione dell'azienda, i sindacati della United negoziarono successivamente con successo aumenti salariali significativi, ma l'effetto fu solo a breve termine.
Durante questo periodo, United introdusse la sua combinazione di colori grigio e blu.

### Il XXI secolo

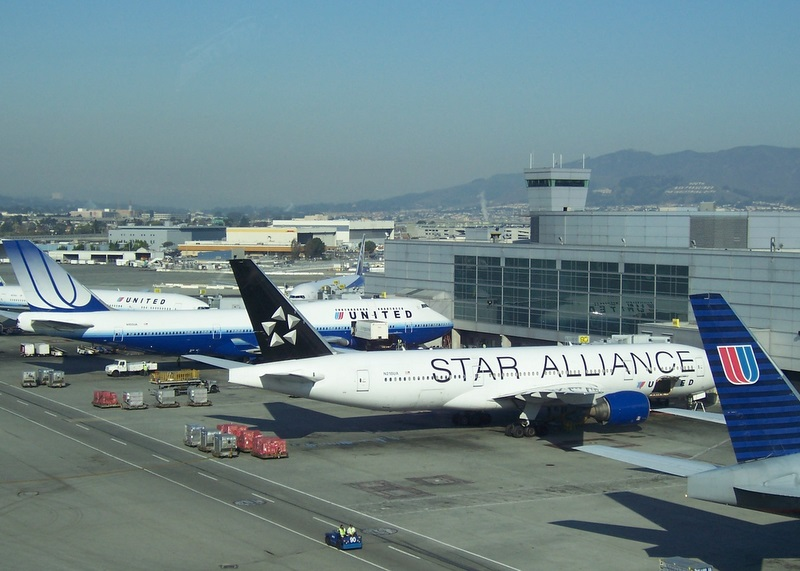
Aerei della compagnia a San Francisco.

Nel 1989, United ordinò l'allora nuovo Boeing 747-400. Nel 1993, eliminò gradualmente la livrea "Saul Bass" e introdusse la "Battleship Grey" nella propria flotta. Nel 1995, la United divenne sia il cliente di lancio che la prima compagnia aerea a utilizzare il Boeing 777, con un contributo significativo al suo design. Nel 1993 inoltre a Palermo, United co-fondò la Star Alliance con Air Canada, Lufthansa, Scandinavian Airlines e Thai Airways. Nel 1997, United aprì il suo hub negli Stati Uniti sud-occidentali presso l'aeroporto Internazionale di Los Angeles.
Nel 1997, l'ingegnere Sony John Cooperstock e un assistente professore alla McGill University di Montréal, Quebec, crearono untied.com, un sito web che raccoglieva i reclami sui servizio della United, inclusi quelli dei clienti di Premier Class.
Nel 1998, Delta Air Lines e United introdussero una partnership di marketing che includeva un accordo di riscatto reciproco tra i programmi SkyMiles e Mileage Plus e la condivisione delle lounge. Ciò consentì ai membri di entrambi i programmi frequent flyer di guadagnare miglia su entrambi i vettori e di utilizzare le lounge di entrambi i vettori. Delta e United tentarono di formare una relazione di code-share più ampia, ma questo accordo venne annullato dalla ALPA. La partnership di marketing si concluse con il divorzio nel 2003, ma aprì la strada a una futura alleanza con US Airways.
Nel maggio 2000, United annunciò l'intenzione di acquisire la concorrente US Airways in un accordo complesso del valore di 11,6 miliardi di dollari. L'offerta suscitò il disprezzo immediato dei gruppi di consumatori e dei dipendenti di entrambe le compagnie. Nel 2001, il sentimento regolamentare era contrario all'accordo e la United ritirò l'offerta appena prima che il Dipartimento di Giustizia vietasse la fusione per motivi antitrust a luglio. Le due compagnie aeree formarono successivamente una partnership che portò all'ingresso di US Airways nella Star Alliance.

### Settembre 2001
Durante gli attacchi dell'11 settembre 2001, due dei quattro aerei dirottati erano aerei della United. Un aereo era N612UA, un Boeing 767-222 operante come volo United Airlines 175, schiantatosi contro la Torre Sud del World Trade Center. L'altro era l'N591UA, un Boeing 757-222 operante come volo United Airlines 93, precipitato nella Pennsylvania rurale dopo che i passeggeri avevano reagito ai dirottatori; era sospettato di essere stato diretto verso il Campidoglio degli Stati Uniti, secondo il DHS.

### Bancarotta e riorganizzazione

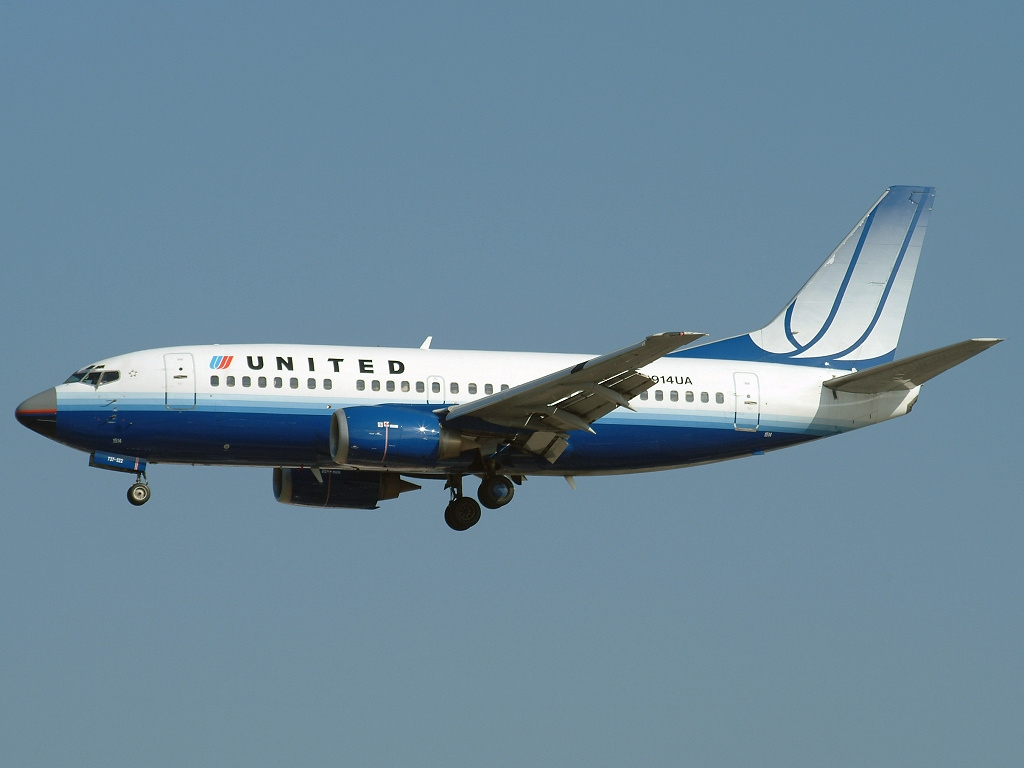
Un Boeing 737-500 a Los Angeles.

Con una forte presenza sulla costa occidentale, United beneficiò del boom delle dot-com, che aumentarono il traffico (soprattutto quello premium) verso l'hub di San Francisco. Questo aumento fu solo temporaneo e quando la bolla finalmente scoppiò, la United era in una posizione peggiore rispetto a prima perché non era riuscita a tenere sotto controllo i costi, probabilmente a causa di aumenti salariali dei suoi piloti fino al 28% nell'estate del 2000. Insieme a una rete malconcia, al declino dei viaggi aerei dopo l'11 settembre e ai prezzi del petrolio alle stelle, la società perse 2,14 miliardi di dollari nel 2001 su un fatturato di 16,14 miliardi. Nello stesso anno, United richiese una garanzia di 1,5 miliardi di dollari dal Consiglio federale di stabilizzazione del trasporto aereo istituito sulla scia degli attacchi dell'11 settembre. Quando il sindacato IAM non approvò la garanzia del prestito, mentre tutti gli altri sindacati l'avevano approvata, la domanda venne respinta alla fine del 2002 e la società fu costretta a cercare finanziamenti per coprire le perdite. United fece diversi tentativi per ottenere prestiti governativi, arruolando anche diversi membri del Congresso e senatori per chiedere aiuto. Il governo respinse la richiesta, sostenendo che la United "avrebbe potuto probabilmente ottenere i 2 miliardi di dollari di finanziamento di cui aveva bisogno per uscire dalla protezione senza una garanzia di prestito federale".
Incapace di garantire capitale aggiuntivo, la UAL Corporation presentò istanza di protezione dal fallimento secondo il Chapter 11 nel dicembre 2002. La colpa del fallimento cadde sull'11 settembre, che aveva innescato la crisi finanziaria in tutte le principali compagnie aeree nordamericane, insieme al rallentamento economico in corso.
United continuò le operazioni durante il suo fallimento, ma venne costretta a tagliare drasticamente i costi. Decine di migliaia di lavoratori furono licenziati e tutte le biglietterie cittadine chiuse. La compagnia aerea cancellò diverse rotte esistenti e pianificate ed eliminò l'intero gateway latinoamericano e la base all'aeroporto Internazionale di Miami dopo il 1º marzo 2004. Inoltre, ridusse la flotta principale da 557 (prima dell'11 settembre) a 460 aeromobili.

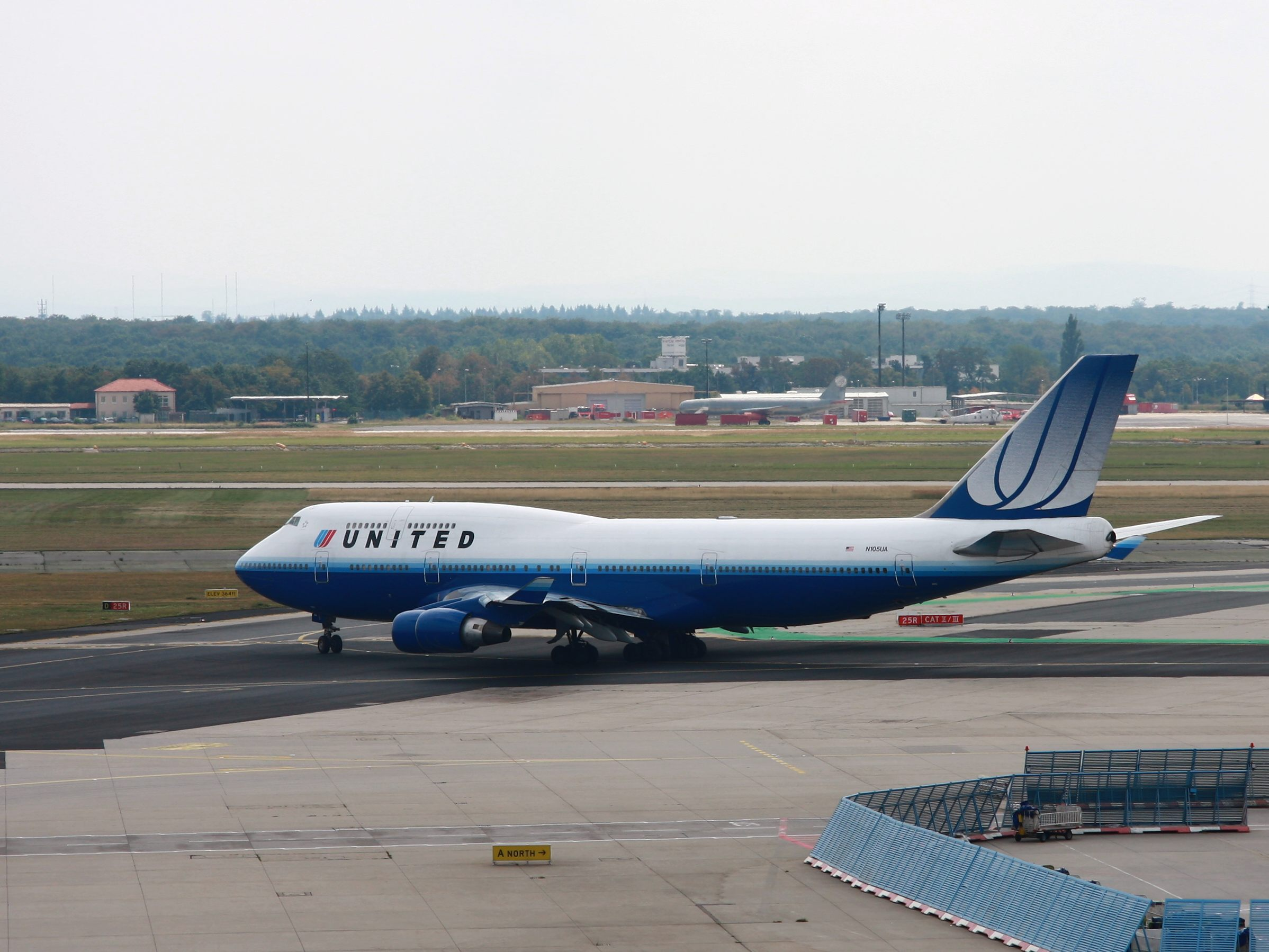
Un Boeing 747-400 a Francoforte nel 2009.

Allo stesso tempo, la compagnia continuò a investire in nuovi progetti. Il 12 novembre 2003 lanciò Ted, un nuovo vettore low cost per competere con altre compagnie low cost. Nel 2004 lanciò il servizio luxury p.s. sui Boeing 757-200 riconfigurati dall'aeroporto JFK di New York City a Los Angeles e San Francisco. Nello stesso anno, la compagnia introdusse la livrea "Blue Tulip" alla sua flotta per indicare il nuovo inizio della compagnia e l'emergenza dalla bancarotta; nonostante la livrea fosse nuova, non è mai stata applicata a nessun velivolo di nuova fabbricazione, in quanto United non aveva ordinato né preso in consegna alcun nuovo velivolo durante il suo utilizzo. Il servizio era rivolto a clienti business e clienti leisure di fascia alta nel mercato coast-to-coast. Nel febbraio 2004, la compagnia introdusse la nuova livrea bianca e blu, comunemente chiamata "Rising Blue", con il Tulipano Blu sulla coda, in concomitanza con una nuova campagna pubblicitaria.
La pressione finanziaria sulla compagnia aerea divenne pesante. L'epidemia di SARS del 2003 depresse il traffico sulla vasta rete del Pacifico di United. I picchi nel prezzo del carburante consumarono i restanti profitti. La compagnia implementò diversi aumenti delle tariffe sulle rotte estere, citando l'aumento dei costi del carburante, nel 2004 e nel 2005. Due giorni dopo il suo trionfante primo volo in Vietnam, United annunciò che avrebbe ridotto la capacità di volo degli Stati Uniti del 14% dopo le vacanze e avrebbe aggiunto altri voli internazionali, che erano più redditizi.
United approfittò del suo status sotto il Chapter 11 per negoziare costi difficili da tagliare con dipendenti, fornitori e appaltatori, inclusa la cancellazione dei contratti di feeder con i vettori della United Express Atlantic Coast Airlines (che divenne Independence Air) e Air Wisconsin (che divenne US Airways Express). Tuttavia, la più controversa di tutte fu la cancellazione nel 2005 del suo piano pensionistico, il più grande inadempimento di questo tipo nella storia aziendale americana. Rinegoziò i suoi contratti con i sindacati dei piloti e dei meccanici e l'Associazione degli assistenti di volo per una retribuzione inferiore. Critiche furono anche rivolte al CEO Glenn Tilton per aver chiesto tagli salariali ai dipendenti mentre riceveva lo stipendio più alto di qualsiasi CEO delle principali compagnie aeree statunitensi.
Originariamente prevista per uscire dalla protezione contro i fallimenti dopo 2 anni e mezzo nel terzo trimestre del 2005, United richiese un'ulteriore proroga alla luce dei prezzi record del carburante. Il 26 agosto 2005, il tribunale fallimentare estese il diritto esclusivo della compagnia aerea di presentare un piano di riorganizzazione al 1º novembre, sebbene avesse anche affermato con fermezza che questa estensione sarebbe stata l'ultima. La United annunciò allo stesso tempo di aver raccolto 3 miliardi di dollari in exit financing e presentò il suo piano di riorganizzazione, come annunciato, il 7 settembre 2005. Il 20 gennaio 2006, il tribunale fallimentare approvò il piano di ristrutturazione, aprendo la strada a United per uscire dal fallimento il 1º febbraio e tornare finalmente alla normale operatività.

### Dopo il Chapter 11

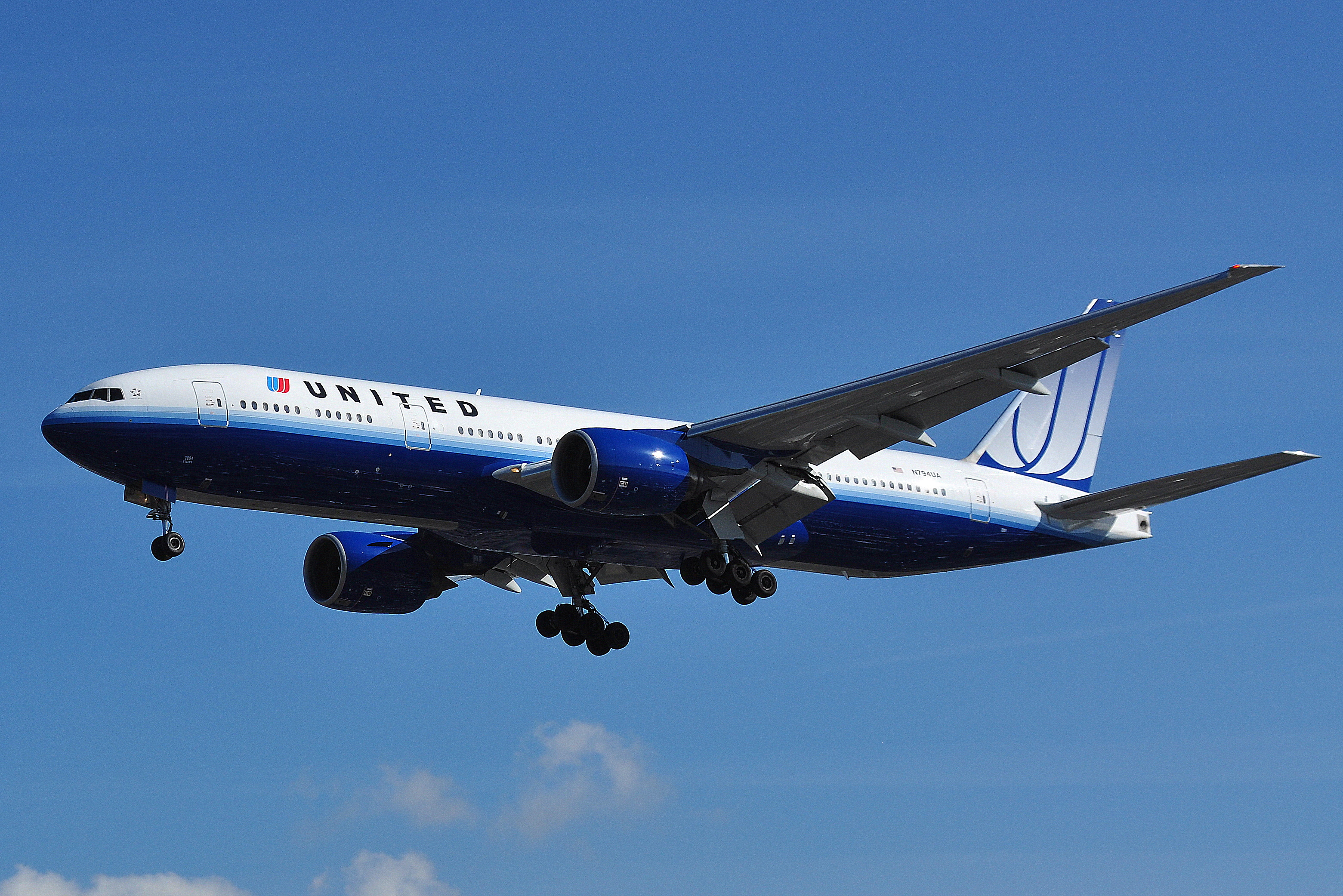
Un Boeing 777-200 nella livrea Blue Tulip.

Il 9 dicembre 2004, la compagnia aerea entrò nella storia quando l'UA869, operato da un Boeing 747-400, atterrò a Ho Chi Minh City (ex Saigon) in Vietnam. Il volo di linea da San Francisco via Hong Kong (SFO-HKG-SGN) è stato il primo di una compagnia aerea statunitense dalla fine della guerra del Vietnam, quando la Pan Am aveva introdotto il servizio poco prima della caduta di Saigon nel 1975.
Il 1º febbraio 2006, United emerse dalla protezione contro i fallimenti del Chapter 11 in base alla quale aveva operato dal 9 dicembre 2002, il più grande e più lungo caso di fallimento di una compagnia aerea nella storia del settore. Nel 2006, la direzione rivelò che Continental Airlines stava discutendo di una fusione con United. Un accordo non era "certo o imminente", poiché i colloqui erano in uno stato preliminare. Nel frattempo, aumentò i suoi legami con il vettore britannico BMI e Aloha Airlines. Nell'aprile 2007, United e BMI annunciarono che avrebbero "effettivamente unito" le loro operazioni transatlantiche. Le operazioni sarebbero iniziate nel marzo 2008, ma l'acquisizione da parte di Lufthansa di BMI anticipò i piani dei due vettori quando i voli transatlantici di BMI terminarono. L'acquisizione da parte della United di una partecipazione azionaria nel suo partner di lunga data Aloha Airlines nel maggio 2007 fu di breve durata, poiché Aloha cessò le attività nel marzo 2008. Il 14 giugno 2007, il CFO Jake Brace affermò che la società stava ancora cercando di "legare il nodo" con un partner di fusione adatto.
Negli anni successivi all'uscita dalla bancarotta della United, le società finanziarie Bank of America e Fidelity Investments accumularono azioni per diventare il secondo più grande proprietario con una quota dell'11% nella società. L'ambiente industriale era pieno di pressioni per fondersi e consolidarsi. Pardus Capital Management LP, un hedge fund che possedeva 7 milioni di azioni di Delta e 5,6 milioni di azioni di United, chiese la fusione dei due vettori. Questa azione fece aumentare le quote di entrambe le compagnie, ma non avvenne perché Delta si unì alla Northwest.
L'aumento dei prezzi del carburante causò l'interruzione dell'imminente avvio da parte di United dei servizi non-stop a lungo raggio. Sebbene la FAA avesse già assegnato l'OFS a Canton alla United, questa posticipò il lancio, citando gli alti prezzi del carburante.
Nel maggio 2008, l'American Customer Satisfaction Index classificò United Airlines penultima tra le compagnie aeree statunitensi in termini di soddisfazione dei clienti con una diminuzione del 21% dall'inizio dello studio nel 1994 e una diminuzione dell'11% rispetto all'anno precedente. Il 27 aprile 2008 venne riferito che anche UAL Corporation e US Airways Group erano nelle fasi avanzate dei negoziati di fusione. Fonti affermavano che si prevedeva che una fusione sarebbe stata annunciata entro due settimane dalla relazione. I piloti della United rifiutarono a gran voce la proposta e giurarono di combatterla. Wolfgang Mayrhuber, cofondatore di Star Alliance e CEO di Lufthansa, offrì il suo sostegno a un matrimonio tra le compagnie aeree partner United e US Airways.

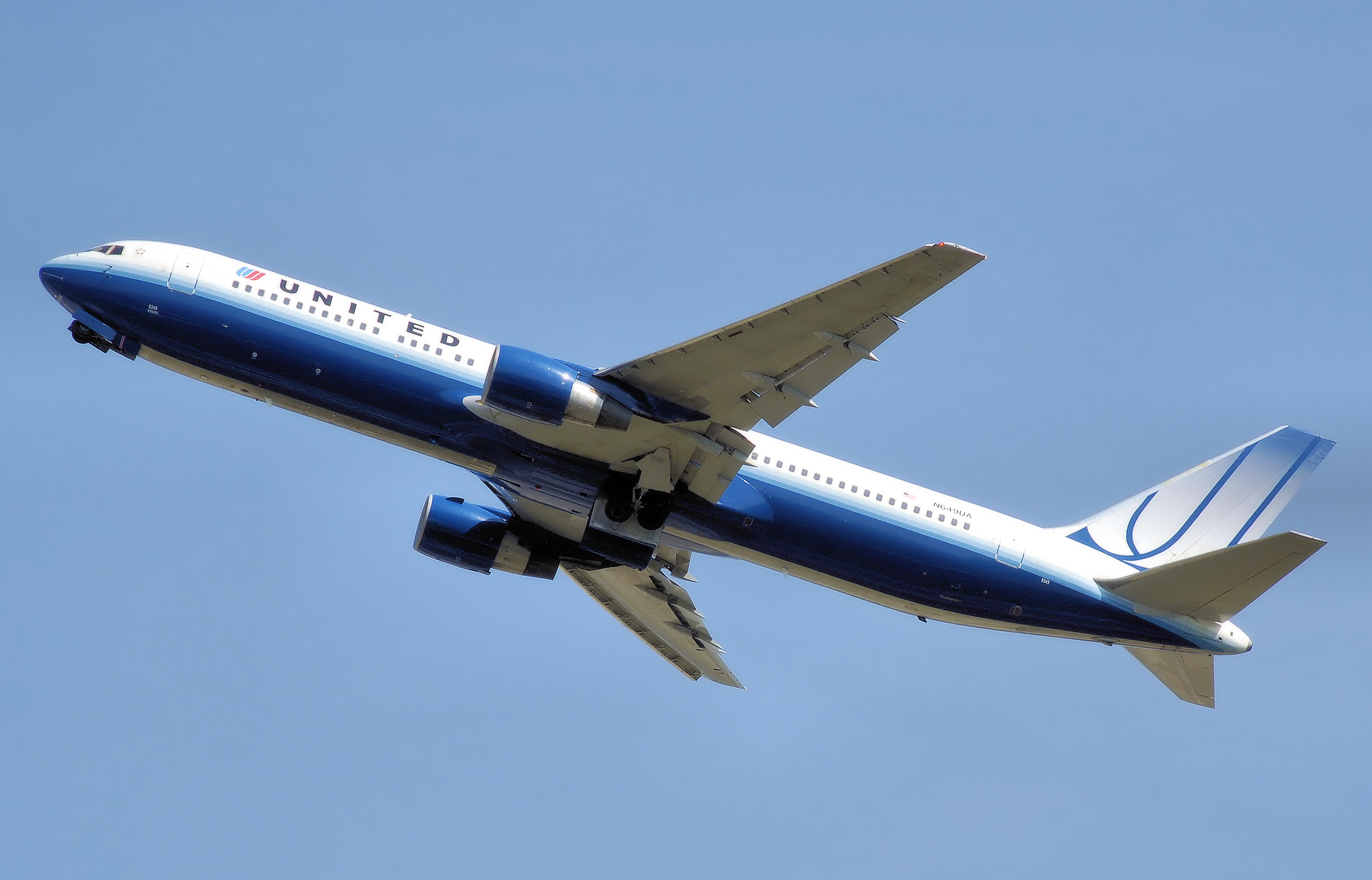
Un Boeing 767-300ER a Londra nel 2007.

Il 4 giugno 2008, United annunciò che avrebbe chiuso Ted per compensare la rimozione dei suoi Boeing 737 che dovevano essere ritirati. Quel piano di pensionamento includeva Boeing 737 e Boeing 747, riducendo la flotta principale da 460 a 359 unità e promuovendo l'obiettivo della compagnia di ridurre la capacità nazionale del 15%. Il 12 giugno 2008, United annunciò che avrebbe addebitato 15 dollari per il primo bagaglio registrato, diventando la seconda compagnia aerea statunitense a farlo, dopo American Airlines. Il 28 giugno 2008, United annunciò la cessazione di diverse rotte internazionali, tra cui San Francisco-Nagoya e Chicago-Città del Messico.
L'8 settembre 2008, il prezzo delle azioni UAL scese di quasi il 99% in quindici minuti a 0,01 dollari USA tra le voci di un altro fallimento, prima che il NASDAQ sospendesse temporaneamente le negoziazioni. Le voci furono ricondotte a una vecchia storia sul sito web del Sun-Sentinel sul fallimento del 2002 raccolto da Google News e successivamente presentato da Bloomberg LP come una notizia recente. Il prezzo delle azioni recuperò successivamente la maggior parte del suo valore.
Nel gennaio 2009, United annunciò un accordo di code-share con Aer Lingus per i voli tra Washington Dulles e Madrid. Aer Lingus avrebbe gestito il servizio, consentito dai recenti accordi Open Skies tra gli Stati Uniti e l'Europa. Nel maggio 2009, il Dipartimento dei trasporti degli Stati Uniti classificò UAL all'undicesimo posto tra i 19 vettori statunitensi per bagagli smarriti, danneggiati, in ritardo o rubati, con 3,67 reclami ogni 1.000 passeggeri. Nel luglio 2009, il video musicale virale "United Breaks Guitars" venne dopo un reclamo per bagaglio danneggiato contestato alla compagnia aerea. United affermò di voler utilizzare il video come strumento di formazione del personale per aiutare l'azienda a migliorare la propria "cultura aziendale" interna relativa alle relazioni con i clienti in quell'area dei suoi servizi.

### 2008: recessione e nuovi jet
Nell'aprile 2009, United eliminò la possibilità di creare un servizio clienti, lasciando gli agenti di prenotazione come unico contatto raggiungibile con la compagnia aerea.
Nel giugno 2009, United chiese ai produttori Boeing e Airbus di presentare proposte per vendere alla compagnia aerea fino a 150 jet in una competizione "chi vince prende tutto". La United approfittò del calo delle vendite di entrambi i produttori per ottenere forti riduzioni di prezzo; anche le grandi dimensioni di questo potenziale ordine avrebbero influenzato i prezzi. Il Wall Street Journal citò l'età media di quattro tipi di jet nella flotta di United come segue:
- Boeing 747-400 – 13 anni
- Boeing 767-300ER – 14 anni
- Boeing 777-200ER – 10 anni
- Boeing 757-200 – 17 anni

### Fusione con la Continental

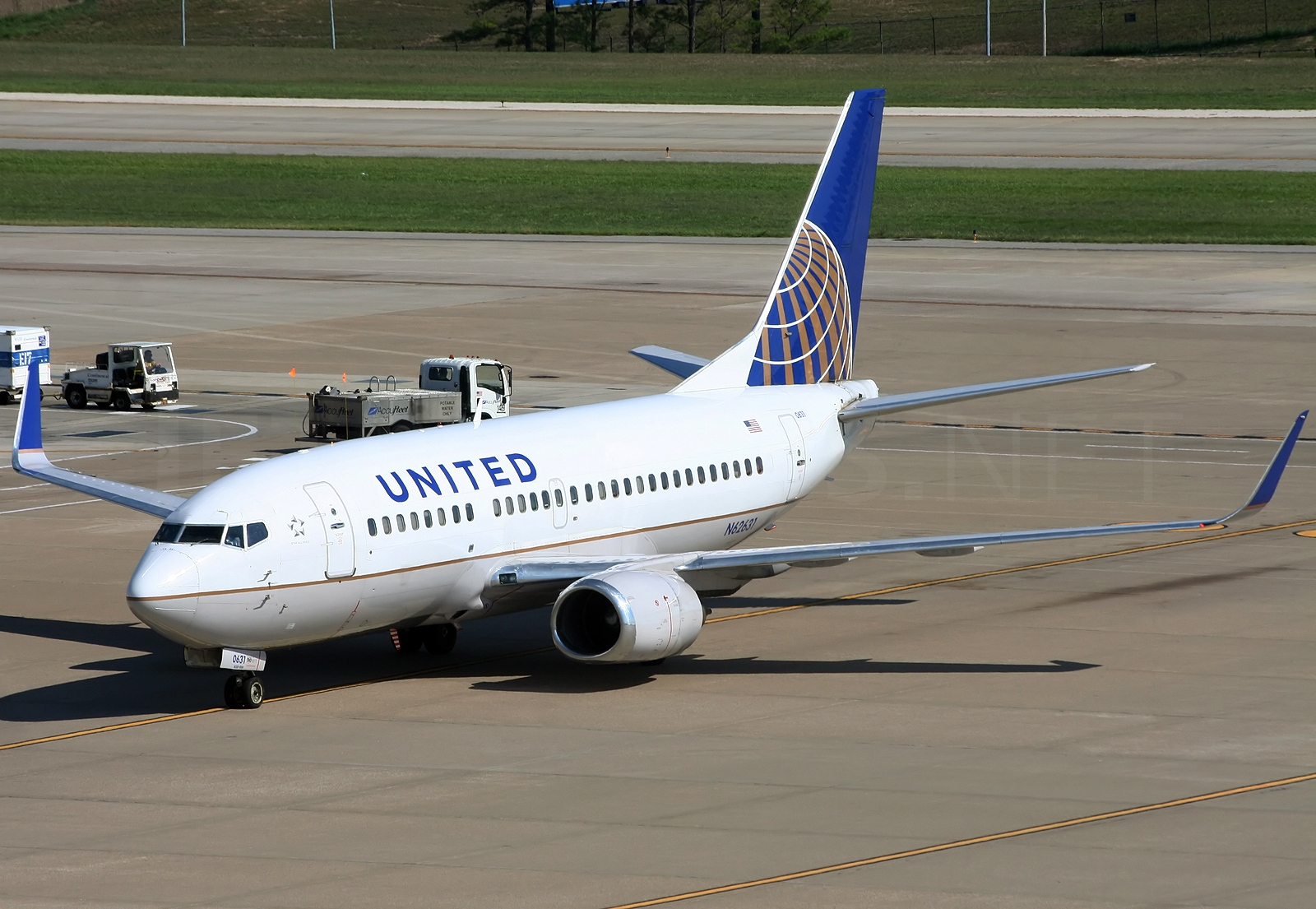
Un Boeing 737-500 della nuova compagnia: portava il nome della United e il logo e la livrea della Continental.

Il 16 aprile 2010, United ha ripreso i colloqui di fusione con Continental Airlines. Il 2 maggio, il consiglio di amministrazione di Continental e UAL Corporation ha raggiunto un accordo per unire le operazioni per creare la più grande compagnia aerea del mondo. La compagnia aerea avrebbe preso il nome di United Airlines ma avrebbe utilizzato il logo e la livrea di Continental. Il vettore avrebbe avuto sede a Chicago, con il CEO di Continental Jeff Smisek che avrebbe funto da CEO della nuova compagnia. La fusione era subordinata all'approvazione degli azionisti e delle autorità competenti, ma è stata approvata dall'Unione europea.
Continental e United Airlines hanno rivelato un nuovo logo basato su quello di Continental, da utilizzare dopo la fusione. Il 27 agosto 2010, il Dipartimento di Giustizia degli Stati Uniti ha approvato la fusione, in parte a causa del fatto che le due compagnie aeree avevano deciso di affittare 18 slot di decollo e 18 di atterraggio all'aeroporto Internazionale di Newark Liberty alla Southwest Airlines. Il 17 settembre 2010, gli azionisti di United hanno approvato l'accordo di fusione con Continental. Entrambi i vettori avevano pianificato di iniziare le operazioni di fusione nel 2011 per formare il vettore più grande del mondo e si aspettavano di ricevere un unico certificato operativo entro la fine del 2011. La compagnia aerea risultante dalla fusione avrebbe utilizzato il certificato operativo unico (SOC) di Continental (utilizzando il nome "United"), mentre quelli di United e Air Micronesia sarebbero stati ceduti. D'altra parte, la compagnia aerea risultante dalla fusione avrebbe utilizzato il certificato di manutenzione di United e consentito la scadenza del certificato di manutenzione di Continental.
Il 1º ottobre 2010, UAL Corporation ha completato l'acquisizione di Continental Airlines e ha cambiato il suo nome in United Continental Holdings, Inc. Le due compagnie aeree sono rimaste separate fino al completamento dell'integrazione operativa a metà 2012. United e Continental hanno annunciato che United Mileage Plus sarebbe stato il programma frequent flyer rimanente delle due compagnie. La nuova compagnia ha ricevuto un unico certificato operativo dalla FAA il 30 novembre 2011.
Il 31 marzo 2013, United e Continental hanno completato il processo di fusione. L'integrazione delle due compagnie aeree è stata strutturata in modo che Continental sarebbe stata l'entità aziendale superstite e una consociata interamente controllata di UAL Corporation. Continental ha poi cambiato il suo nome in United Airlines, Inc. La compagnia aerea risultante scelse di mantenere il nome United al fine di preservare il valore del marchio incorporato nell'eredità precedente alla fusione United Airlines.

### Dopo la fusione
Il Dipartimento dei trasporti degli Stati Uniti ha multato gli Stati Uniti di 1,1 milioni di dollari per lunghi ritardi all'aeroporto internazionale O'Hare nel luglio 2012. È stata la multa più grande fino ad ora per aver lasciato passeggeri bloccati sugli aerei. La multa è stata per 13 voli che trasportavano un totale di 939 passeggeri in ritardo di più di tre ore durante i forti temporali il 13 luglio 2012. Alcuni voli avevano superato il limite di appena due minuti, ma uno è stato trattenuto per 4 ore e 17 minuti. Due voli regionali della United Express avevano servizi igienici inutilizzabili durante una parte dei ritardi.
Il 2 giugno 2015, tutti i voli della United Airlines sono stati bloccati per alcune ore a causa di un guasto informatico. L'8 luglio, tutti i voli sono stati nuovamente bloccati per oltre due ore dopo un guasto ai computer che è stato attribuito a un guasto dei router.
Il 9 aprile 2017, il dottor David Dao è stato rimosso con la forza dal volo United Express 3411, riportando ferite. Dopo che l'aereo era stato completamente imbarcato, quattro membri del personale si sono presentati per prendere posto sul velivolo, ormai pieno. La compagnia ha offerto un risarcimento ai passeggeri seduti per rinunciare ai loro posti, ma non si sono presentati volontari e a quattro passeggeri selezionati è stato detto di lasciare l'aereo. Dao rifiutò questa istruzione e furono chiamati gli agenti delle forze dell'ordine. L'incidente è stato registrato su video da diversi passeggeri e funzionari, e la pubblicità risultante e la successiva gestione dell'incidente da parte della United Airlines è stata un disastro in termini di pubbliche relazioni.
Nel gennaio 2018, United ha dichiarato di aver pianificato una crescita aggiungendo tra il 4% e il 6% alla sua capacità di trasporto passeggeri, mantenendola fino al 2020; questa notizia ha causato un calo di valore di tutte le azioni delle altre compagnie aeree statunitensi.
United ha presentato una nuova livrea il 24 aprile 2019. Questa conserva la fusoliera superiore bianca e il ventre grigio, ma ora il carattere "United" è più grande, c'è una linea blu ondulata (derivata dalla livrea modificata indossata dalla flotta dei 787 e 737 MAX), i motori e la coda sono dipinti nella stessa tonalità di blu usata del 2004-2010 e il globo sulla coda è leggermente ingrandito e in una tonalità di blu più chiara.
A seguito della pandemia di COVID-19, United ha annunciato nel luglio 2020 che avrebbe inviato avvisi di licenziamento a 36.000 dipendenti, tra cui 15.100 assistenti di volo, 11.000 operatori aeroportuali e 2.250 piloti. Il 2 settembre 2020, United Airlines, in un nuovo promemoria ai suoi dipendenti, ha indicato di voler tagliare 16.370 posti di lavoro in quasi un mese. I tagli includevano, tra gli altri, 6.920 assistenti di volo, 2.850 piloti, 1.400 posti di lavoro di gestione, 2.010 meccanici e 2.260 operatori aeroportuali. Nel novembre 2020, United Airlines Holdings Inc. ha iniziato a gestire voli le spedizioni del vaccino di Pfizer. La Federal Aviation Administration ha dichiarato che avrebbe consentito spedizioni di 15.000 libbre di ghiaccio secco per volo, una misura presa per garantire che il vaccino non si deteriori, che è cinque volte più di quanto normalmente consentito.
A differenza di altre compagnie aeree statunitensi, la United non ha ritirato alcun aereo durante la pandemia. Nel giugno 2021, United ha annunciato un ordine per 270 aerei, il più grande della sua storia, nel tentativo sia di rivitalizzare la sua vecchia flotta che di aumentarne la capacità. L'ordine è stato suddiviso tra Boeing e Airbus: 150 737 MAX 10, 50 MAX 8 e 70 A321neo.

## Identità aziendale

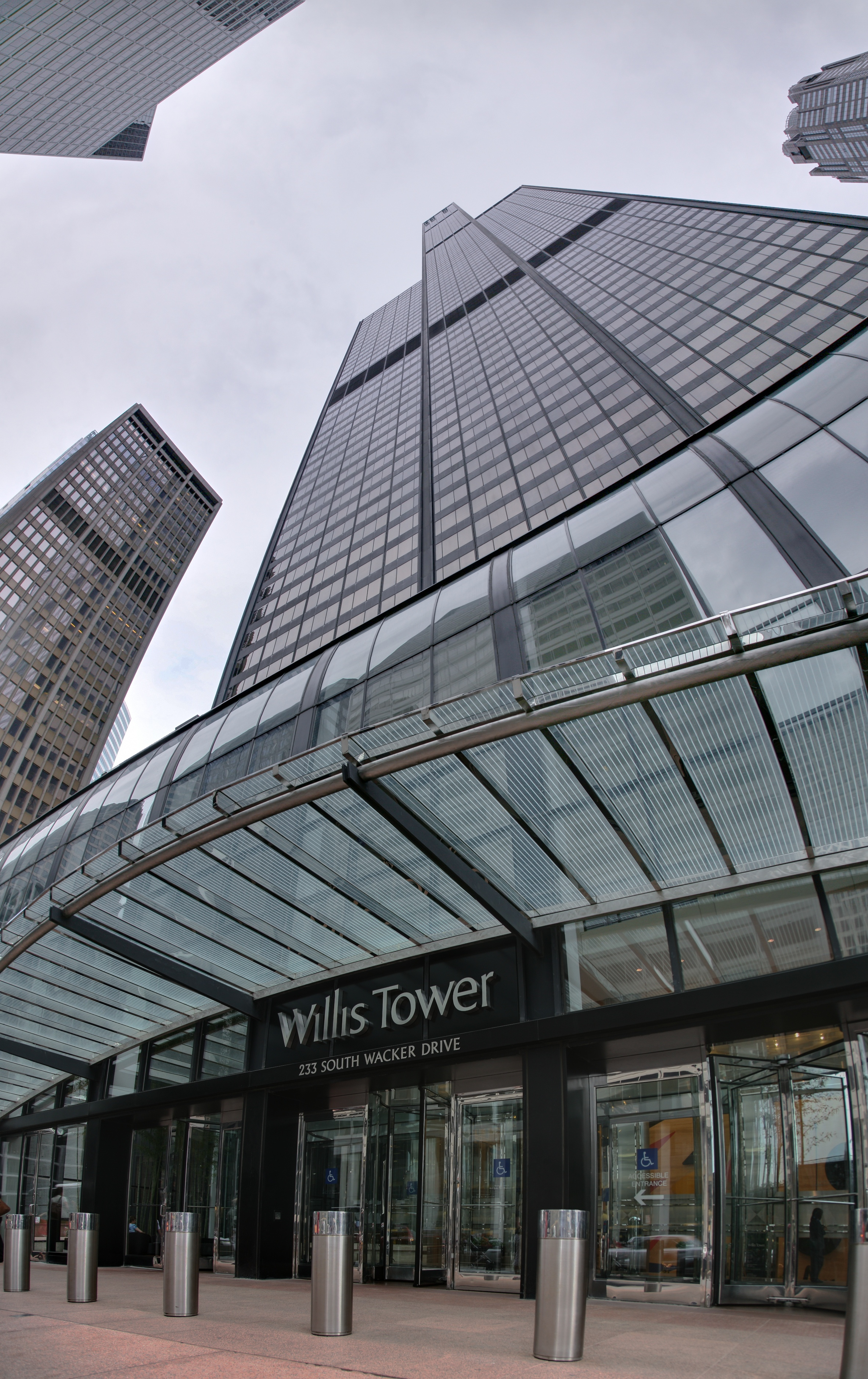
La Willis Tower, dove si trova il quartier generale del gruppo.

### Proprietà e struttura
United Airlines, Inc. è quotata in borsa tramite la sua società madre, United Airlines Holdings, una società del Delaware, alla Borsa di New York NYSE: UAL, con una capitalizzazione di mercato di oltre 21 miliardi di dollari a gennaio 2018. I ricavi e i costi operativi di United rappresentano quasi il 100% dei ricavi e delle spese operative della holding.

### Quartier generale e sedi
La sede della United Airlines si trova presso la Willis Tower, 233 South Wacker Drive, Chicago, Illinois.
Nel 2007, la United aveva trasferito la propria sede da Elk Grove Township, un sobborgo di Chicago, al 77 West Wacker Drive nel Chicago Loop dopo aver ricevuto 5,5 milioni di dollari in incentivi dalla città di Chicago.
Poi, nel 2010, United ha accettato l'offerta della città di 35 milioni di dollari in incentivi, inclusa una sovvenzione di 10 milioni di dollari, affinché United trasferisse i suoi 2.500 dipendenti rimanenti da Elk Grove Township alla Willis Tower (ex Sears Tower) nel Chicago Loop. Il 31 maggio 2012, United ha aperto la sua centrale operativa, che occupa dodici piani. Nel 2019, United ha rinnovato il suo contratto di locazione alla Willis Tower, originariamente fino al 2028 e ora destinato a scadere nel 2033, e prevede di costruire una terrazza sul tetto e una sala da pranzo di 2.800 metri quadrati al quarto piano.
L'ex campus della sede centrale a Elk Grove Township è stato gradualmente annesso al villaggio di Mount Prospect, e funge da struttura operativa IT, con un data center di 16.000 metri quadrati costruito nel 2013.
United mantiene una grande presenza nel centro di Houston, avendo affittato 20.900 metri quadrati di spazio (sette piani) nel 2017.
United dispone di strutture di addestramento per i suoi equipaggi a Denver e Houston, un importante centro di manutenzione aeronautica a San Francisco e call center a Houston e Chicago.

## Cabina

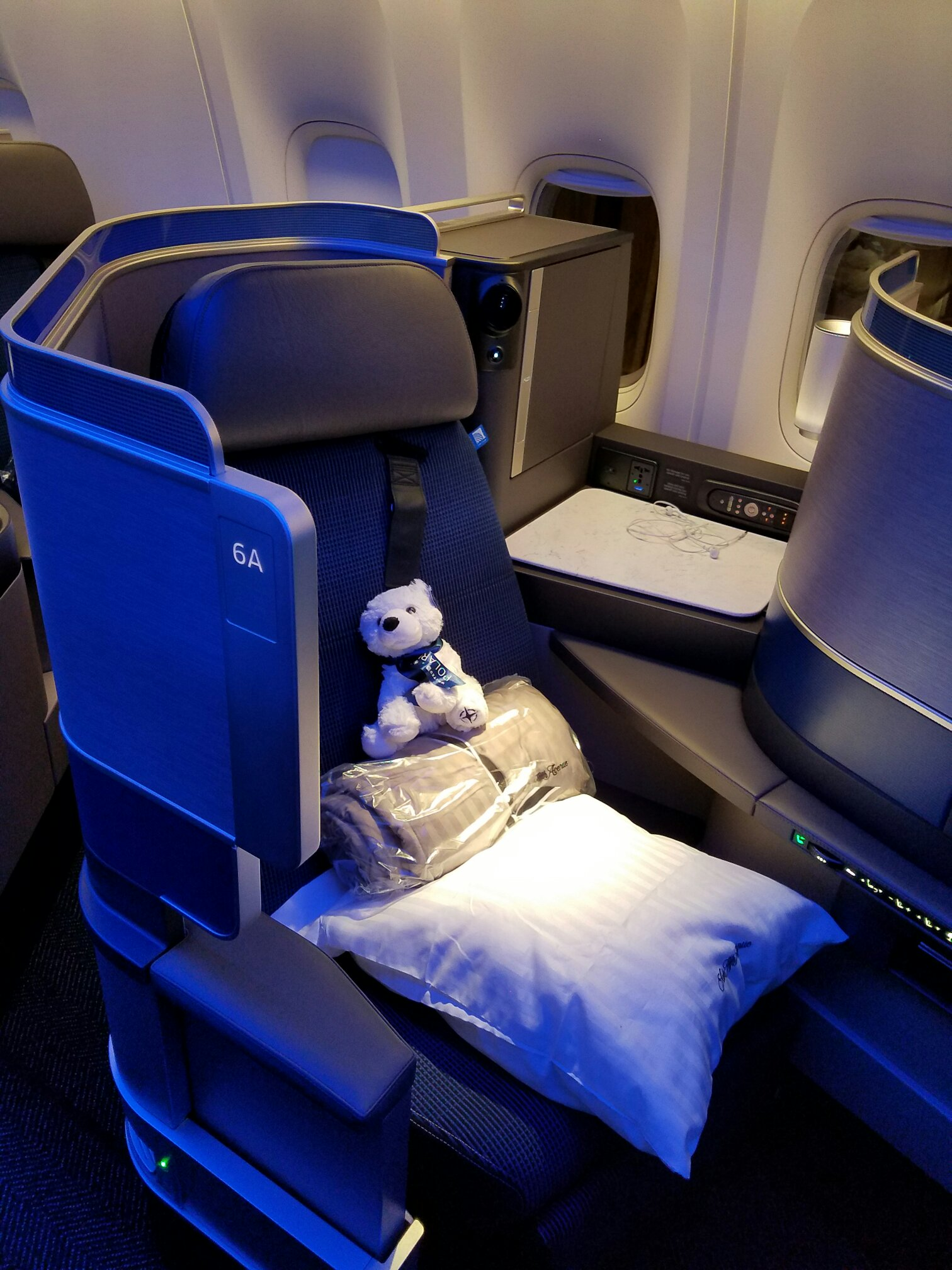
Polaris Business su un Boeing 777-300ER.

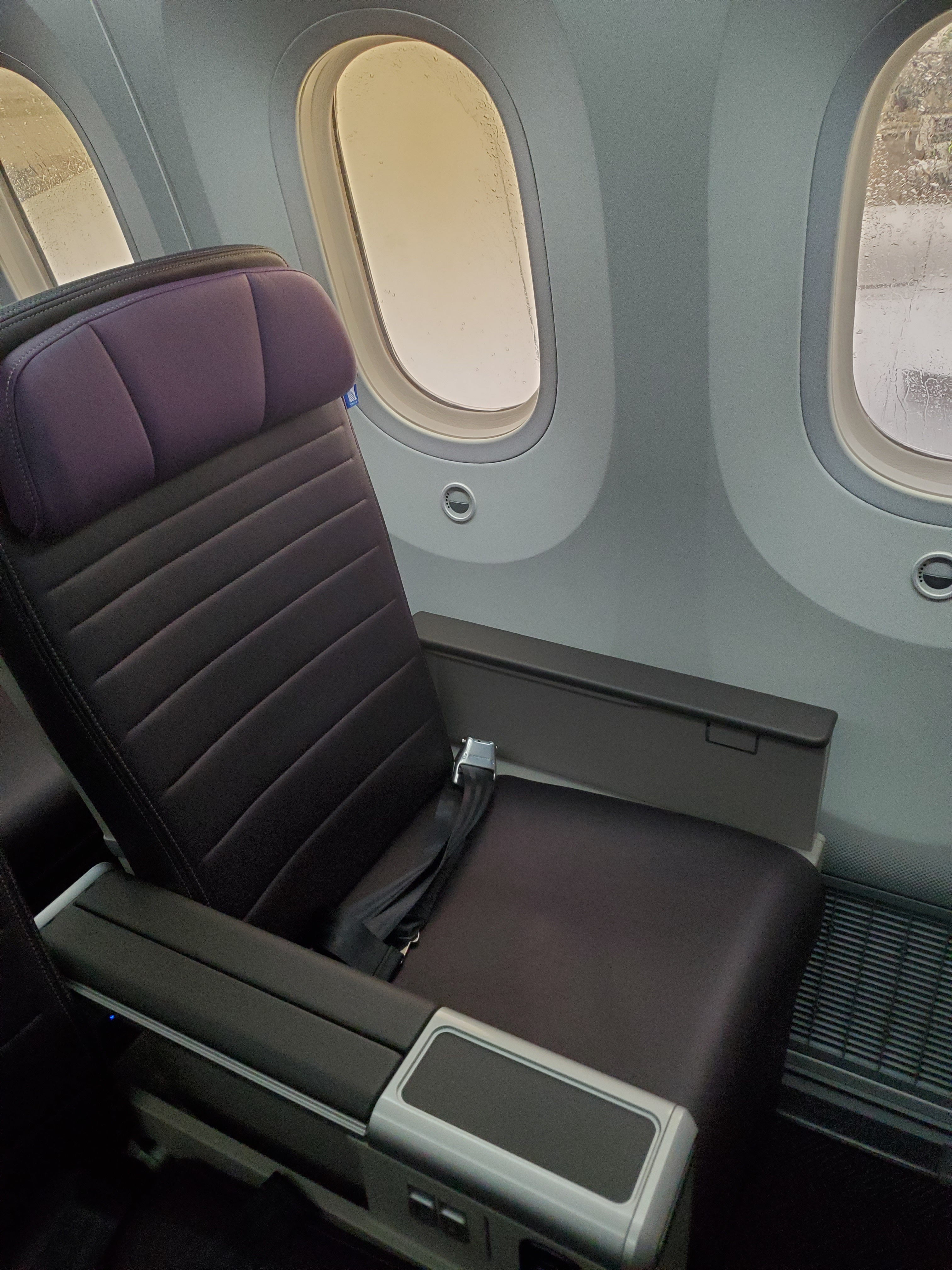
United Premium Plus su un Boeing 787-8.

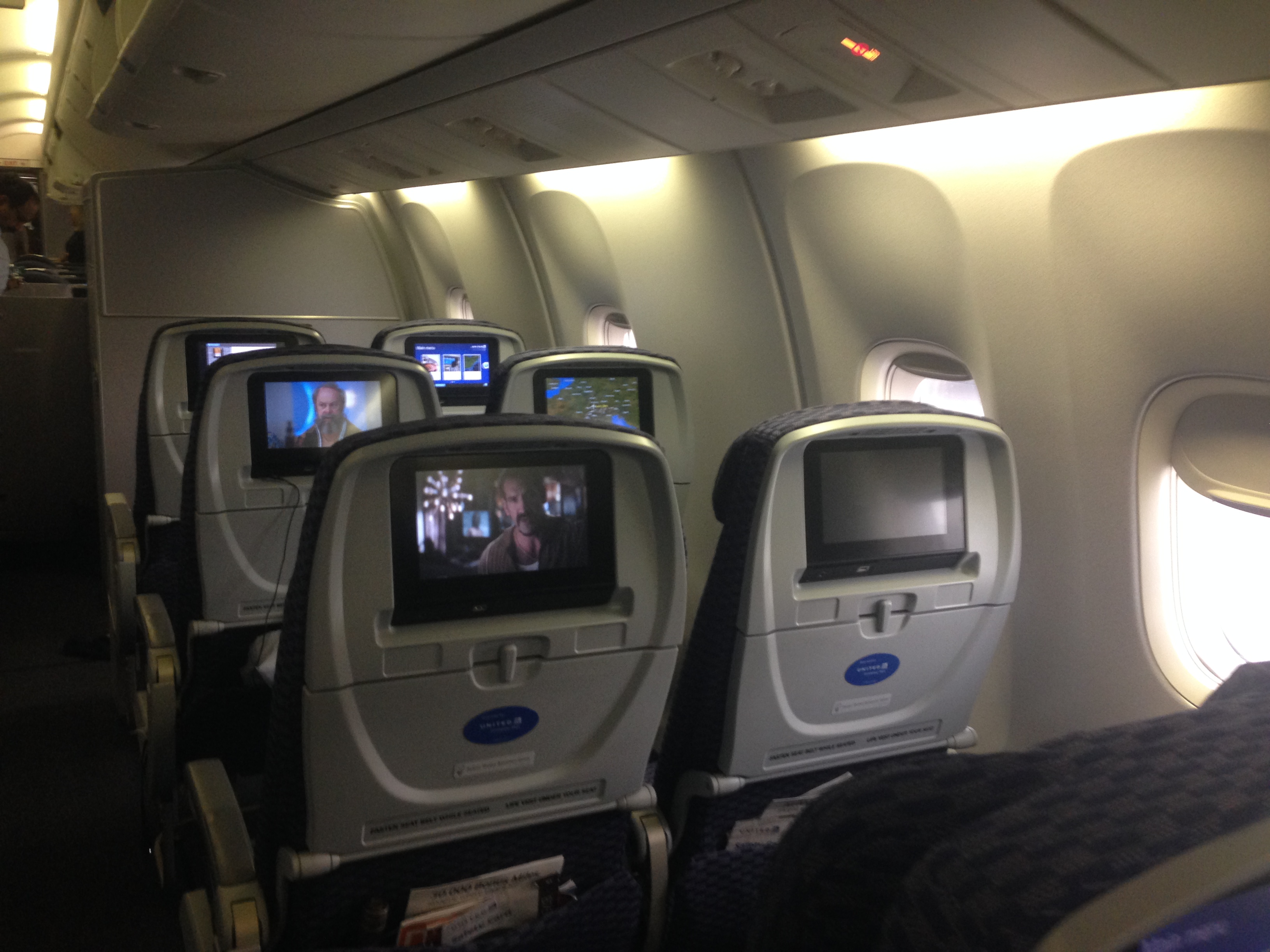
Economy plus su un Boeing 767-300ER.

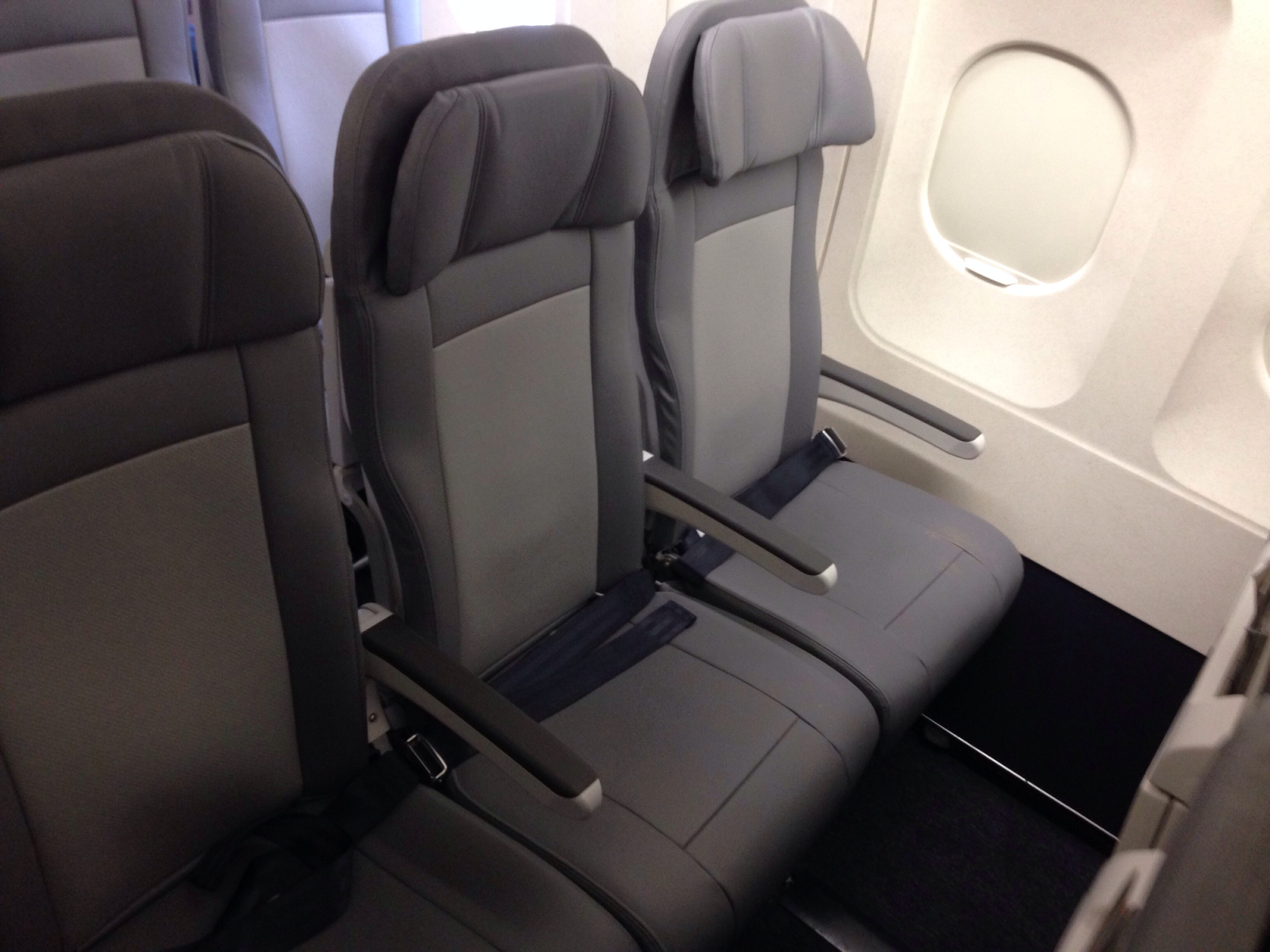
Economy su un Airbus A320.

### United Polaris Business
Il 2 giugno 2016, United ha presentato la sua nuova business class internazionale. I sedili Polaris si convertono in un pianale da due metri in una configurazione 1-2-1 o in una configurazione 1-1-1, fornendo accesso a tutti i corridoi da ogni sedile.
Questi posti possono essere trovati su alcuni Boeing 787, Boeing 767 e Boeing 777.
I passeggeri effettuano il check-in presso banchi separati e possono utilizzare i controlli di sicurezza prioritari ove disponibili. I servizi in volo includono bevande prima della partenza, biancheria da tavola e pasti a più portate. Ai passeggeri viene inoltre data la priorità all'imbarco e alla gestione dei bagagli e all'accesso alla United Polaris Lounge, ove disponibile, nonché alle lounge United Club e a quelle delle compagnie aeree partner. Tutti i sedili Polaris Business si reclinano di 180 gradi in un pianale completamente piatto; tutti i sedili sono rivolti in avanti.
Altre rotte nazionali, in particolare i servizi da hub a hub e alcune rotte non voli transcontinentali, possono vedere aeromobili configurati a livello internazionale con posti a sedere United Polaris Business per motivi operativi (come il trasferimento di aeromobili internazionali da un hub a un altro o ad alta richiesta). Mentre i posti fisici e l'intrattenimento sono gli stessi dei voli internazionali, il servizio, il catering e altri servizi sono gli stessi della prima classe nazionale. A differenza delle rotte commercializzate come United Business, questi voli sono idonei per gli upgrade premier gratuiti.

### United Premium Plus
United Premium Plus è il prodotto premium economy di United, che viene adattato su aerei internazionali a fusoliera larga. I posti a sedere offrono più spazio, comfort e servizi rispetto a United Economy o Economy Plus e offrono pasti di qualità superiore con stoviglie di porcellana, bevande alcoliche gratuite, una coperta e un cuscino Saks Fifth Avenue, un kit di cortesia e altro ancora. Il primo aereo con questi posti ha volato a metà del 2018 e il servizio completo è stato lanciato nel 2019. Durante il periodo provvisorio, questi posti sono stati venduti come parte di Economy Plus.
Questi posti possono essere trovati su alcuni Boeing 787, Boeing 767 e Boeing 777.
Le rotte nazionali, in particolare i servizi da hub a hub, possono vedere aeromobili configurati a livello internazionale con posti a sedere United Premium Plus per motivi operativi. I posti Premium Plus sono venduti come posti Economy Plus. Mentre i posti fisici e l'intrattenimento sono gli stessi dei voli internazionali, il servizio di catering e altri servizi sono gli stessi dell'Economy Plus.

### United Premium Transcontinental
La classe è offerta sui voli transcontinentali tra Newark e Los Angeles o San Francisco e tra Boston e San Francisco. Precedentemente etichettata come p.s. (abbreviazione di "Premium Service") quando inizialmente lanciata nel 2004, fino al 2017, questi voli utilizzano principalmente Boeing 757-200, con sedili in Business class reclinabili a 180 gradi. La cabina premium offre anche ristorazione in stile internazionale, mentre tutti i posti hanno accesso a wi-fi in volo, intrattenimento su richiesta e prese di corrente. I passeggeri di classe business hanno anche accesso allo United Club a Newark, Boston, Los Angeles e San Francisco.
Tutti i voli intercontinentali premium sono stati spostati da New York JFK al Newark Liberty Airport il 25 ottobre 2015.

### Economy Plus
United Economy Plus è disponibile su tutti gli aeromobili. I sedili si trovano nelle prime file e nelle file di uscita della cabina economica e hanno 5,1 cm in più di reclinazione e almeno 5 a 6 pollici (da 13 a 15 cm) di spazio aggiuntivo per un totale di 4-7 pollici (da 10 a 18 cm) di reclinazione (a seconda dell'aeromobile) e da 35 a 37 pollici (da 89 a 94 cm) di inclinazione. Economy Plus è gratuita per tutti i membri MileagePlus Premier. I soci Premier 1K, Platinum e Gold possono selezionare un posto Economy Plus al momento della prenotazione, mentre i soci Silver possono selezionare un posto Economy Plus al momento del check-in. Può anche essere acquistato in base alla disponibilità da altri passeggeri. Prima della fusione tra United e Continental, gli aerei della United Airlines offrivano Economy Plus, mentre quelli della Continental no. In seguito alla fusione, Economy Plus è stata implementata in tutta la flotta.

### Economy
La United Economy è disponibile su tutti gli aeromobili e di solito ha un passo di 31 pollici (30 pollici su aeromobili ristrutturati con sedili Slimline e 32 pollici sui Boeing 787) e una reclinabilità di 2-5 pollici. Tutti i sedili economici sono dotati di poggiatesta regolabile e qualche forma di intrattenimento, che va da AVOD, wi-fi in volo, intrattenimento per dispositivi personali o DirecTV. I posti Economy sui Boeing 767, Boeing 777 (eccetto i 777-200 domestici), Boeing 787 e 757-200 sono dotati di un televisore touchscreen personale da 7 pollici (18 cm) sul retro di ogni sedile. Sugli Airbus A319, A320, Boeing 737, Boeing 757-300 e Boeing 777 con configurazione nazionale sono dotati di intrattenimento per dispositivi personali e WiFi. Alcuni Boeing 737 dispongono di DirecTV. Nell'aprile 2018, United ha aggiornato tutti gli aerei con oltre 70 posti per includere Wi-Fi e intrattenimento per dispositivi personali anche con DirecTV.
È possibile acquistare cibo e snack sui voli nazionali, caraibici e su alcuni voli dell'America Latina. Questi includono snack, pasti freschi e scatole di snack, a seconda del tempo di volo e della distanza. I pasti sono gratuiti su tutti gli altri voli internazionali. Bevande e piccoli snack sono gratuiti in classe economica sui voli per il Nord America. Le bevande alcoliche sono disponibili per l'acquisto sui voli per il Nord America, ma sono gratuite sui voli internazionali a lungo raggio. Sui voli in cui vengono serviti i pasti, subito dopo il decollo viene servito un cocktail snack con una bevanda, seguito da un piatto principale e da un dessert. I voli internazionali più lunghi prevedono un pasto prima dell'arrivo, che di solito consiste in una colazione leggera o uno spuntino.

### Basic economy
Basic Economy è disponibile su rotte selezionate e in aggiunta alle tariffe standard. Pensata per essere la tariffa più bassa di United, la Basic Economy offre la maggior parte degli stessi servizi e comfort in volo della United Economy standard. Con Basic Economy, i posti a sedere per gruppi/famiglie, la selezione del posto/upgrade e il trasporto di bagagli a mano di dimensioni standard non sono consentiti. Quando si prenota online, è chiaramente contrassegnato con una richiesta per confermare che l'utente sta prenotando una tariffa Basic Economy. Gli utenti hanno anche la possibilità di pagare una piccola commissione per aggiornare la loro prenotazione a una normale Economy. Inoltre, alcuni vantaggi per i membri MileagePlus e Premier non sono disponibili.

## Destinazioni
United Air Lines opera 3700 voli al giorno con 78 destinazioni negli USA e 108 internazionali. Nel 2013 ha fatturato 38,3 miliardi di dollari. I principali aeroporti utilizzati da UAL sono Chicago, Newark, Denver, San Francisco, Washington, Los Angeles.
United opera su una grande rete nazionale che si concentra nel Midwest, sulla Costa Occidentale e nel Sud-Ovest degli USA. È la compagnia leader negli Stati Uniti per i collegamenti verso le Hawaii, l'Asia e l'Australia.
Nel 1988 gli accordi con il Giappone permisero di aggiungere delle rotte fra i due paesi e quindi l'istanza della compagnia di una rotta di collegamento fra Chicago e Tokyo, significativa carenza nel network di United fino a quel momento, venne accolta.
Intensificando la sua attenzione sui voli internazionali, in particolare per quanto riguarda la Cina, la compagnia apre rotte con voli diretti verso Pechino, Shanghai e Hong Kong, dagli hub di Chicago, Los Angeles, Newark, San Francisco e Washington. Nel settembre 2007 United ottiene la rotta da San Francisco a Guangzhou.
Sulle tratte lunghe la compagnia riesce ad essere competitiva grazie a svariate tariffe-premio per i passeggeri, mentre nel mercato domestico è rimasta isolata, soprattutto a causa della concorrenza delle low-cost su circa il 70% del network.
Un'altra zona di particolare interesse è l'America Latina, una regione fortemente riconsiderata negli anni 2000: sono state infatti aggiunte nuove rotte verso il Messico e i Caraibi.
Il 18 aprile 2010 la rotta verso il Bahrain, mentre il 20 giugno dello stesso anno viene inaugurata la prima rotta africana con destinazione Accra; entrambe le destinazioni con partenza dall'hub della compagnia a Washington. Questo rese la United Airlines la seconda compagnia aerea americana a volare in tutti e sei i continenti dopo la Delta Air Lines, che ottiene questa qualifica nel giugno del 2009. Il network africano viene poi ampliato nel dicembre 2010 con l'inaugurazione della rotta verso Lagos.
Nel maggio del 2012 viene aperta la rotta verso Doha via Dubai, sempre da Washington.
In Italia la compagnia aerea serve gli aeroporti di Lamezia Terme, Milano-Malpensa, Napoli, Palermo, Pisa, Roma-Fiumicino e Venezia per Chicago-O'Hare, Denver, Houston, Los Angeles, Newark, San Francisco e Washington.

### Accordi commerciali
Al 2025 United Airlines ha accordi di codeshare con le seguenti compagnie:
- Aegean Airlines
- Aer Lingus
- Air Canada
- Air China
- Air Dolomiti
- Air India
- Air Link
- Air New Zealand
- All Nippon Airways
- Asiana Airlines
- Austrian Airlines
- Avianca
- Azul Brazilian Airlines
- Brussels Airlines
- Cape Air
- Copa Airlines
- Croatia Airlines
- Discover Airlines
- Edelweiss Air
- Egyptair
- Emirates
- Ethiopian Airlines
- Eurowings
- EVA Air
- Flydubai
- Hawaiian Airlines
- Juneyao Air
- JSX
- Lufthansa
- Lufthansa City Airlines
- Olympic Air
- Shenzhen Airlines
- Singapore Airlines
- South African Airways
- Swiss International Air Lines
- TAP Air Portugal
- Thai Airways International
- Turkish Airlines
- Virgin Australia

### Alleanze
Il 14 maggio 1997 United Airlines è entrata a far parte di Star Alliance.

## Flotta

### Flotta attuale

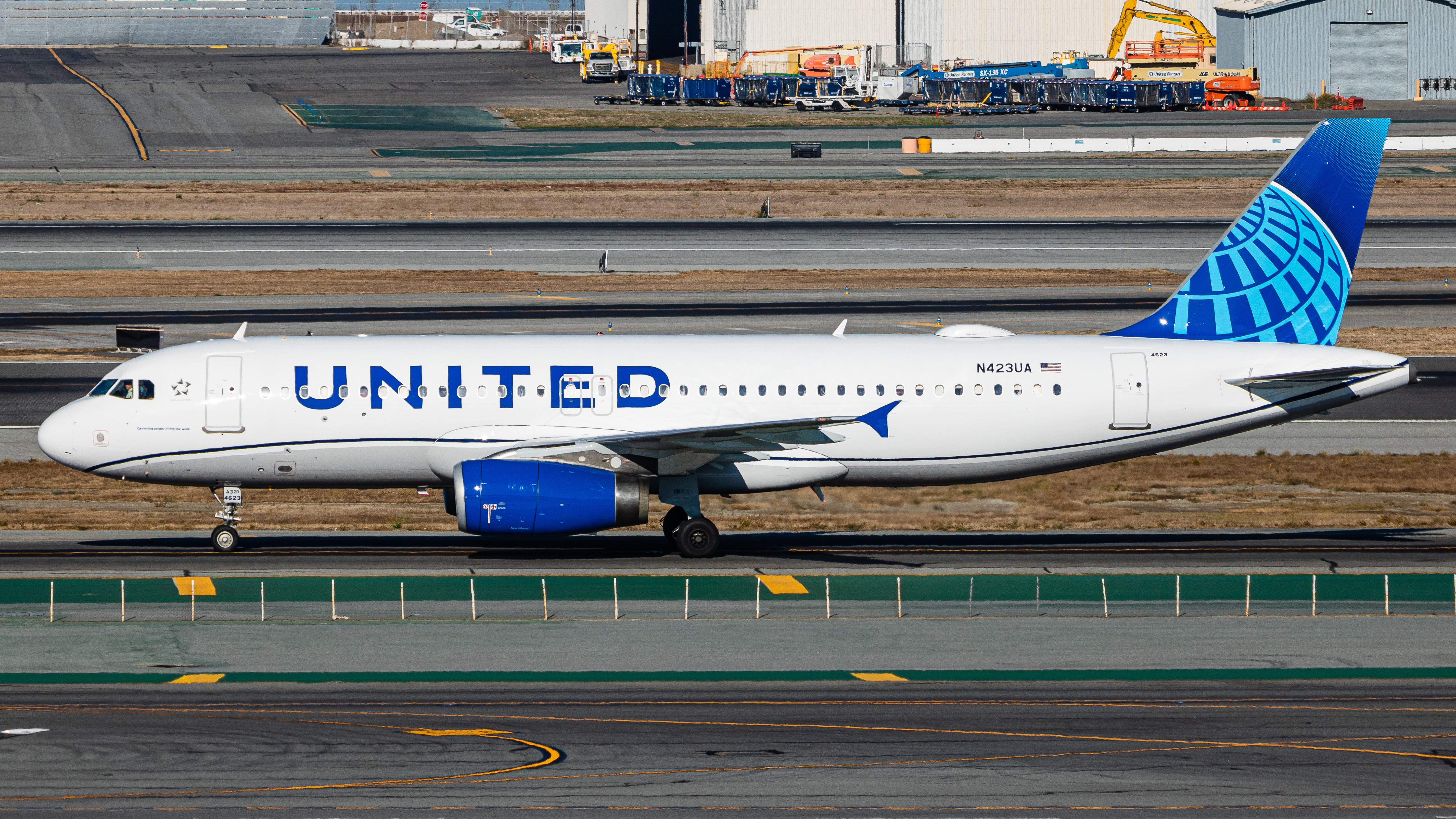
Un Airbus A320-200.

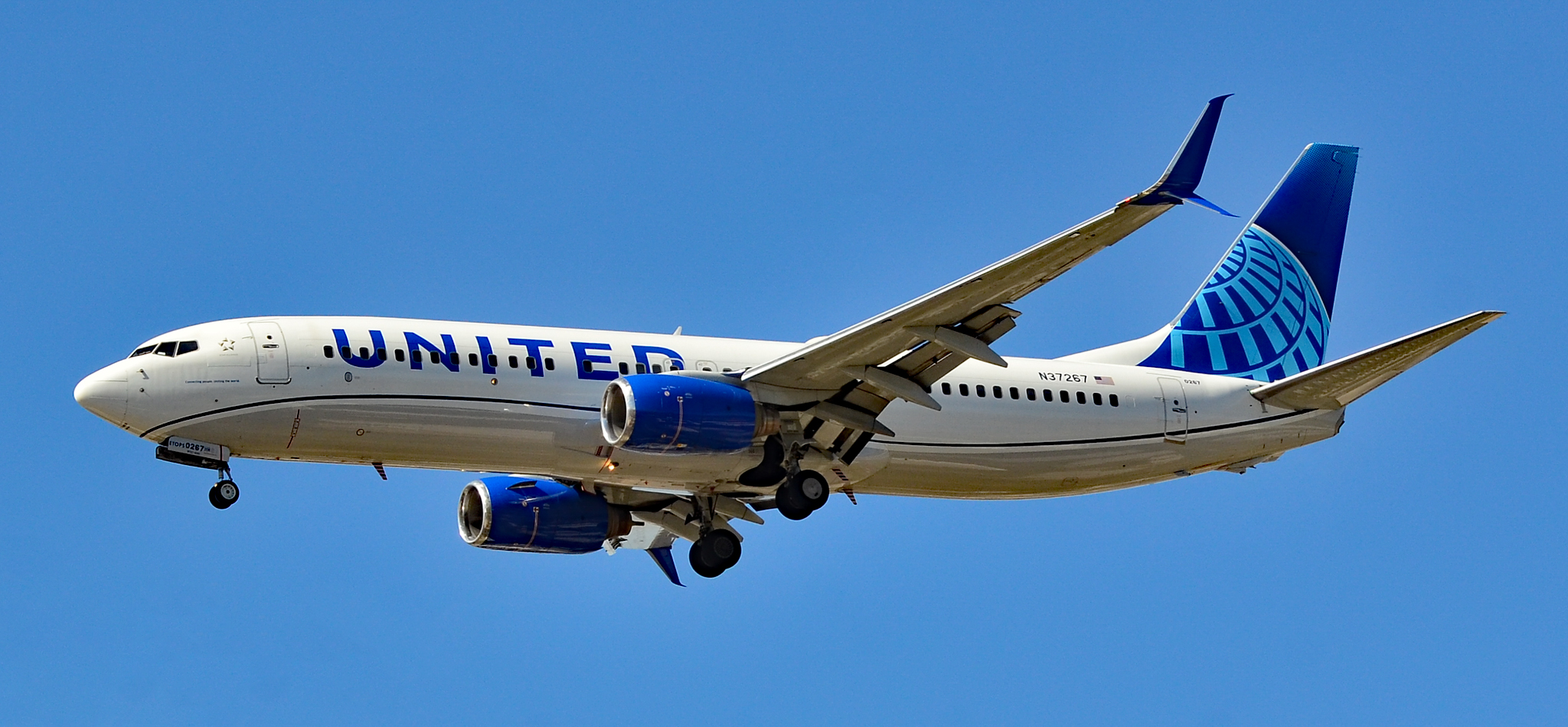
Un Boeing 737-800.

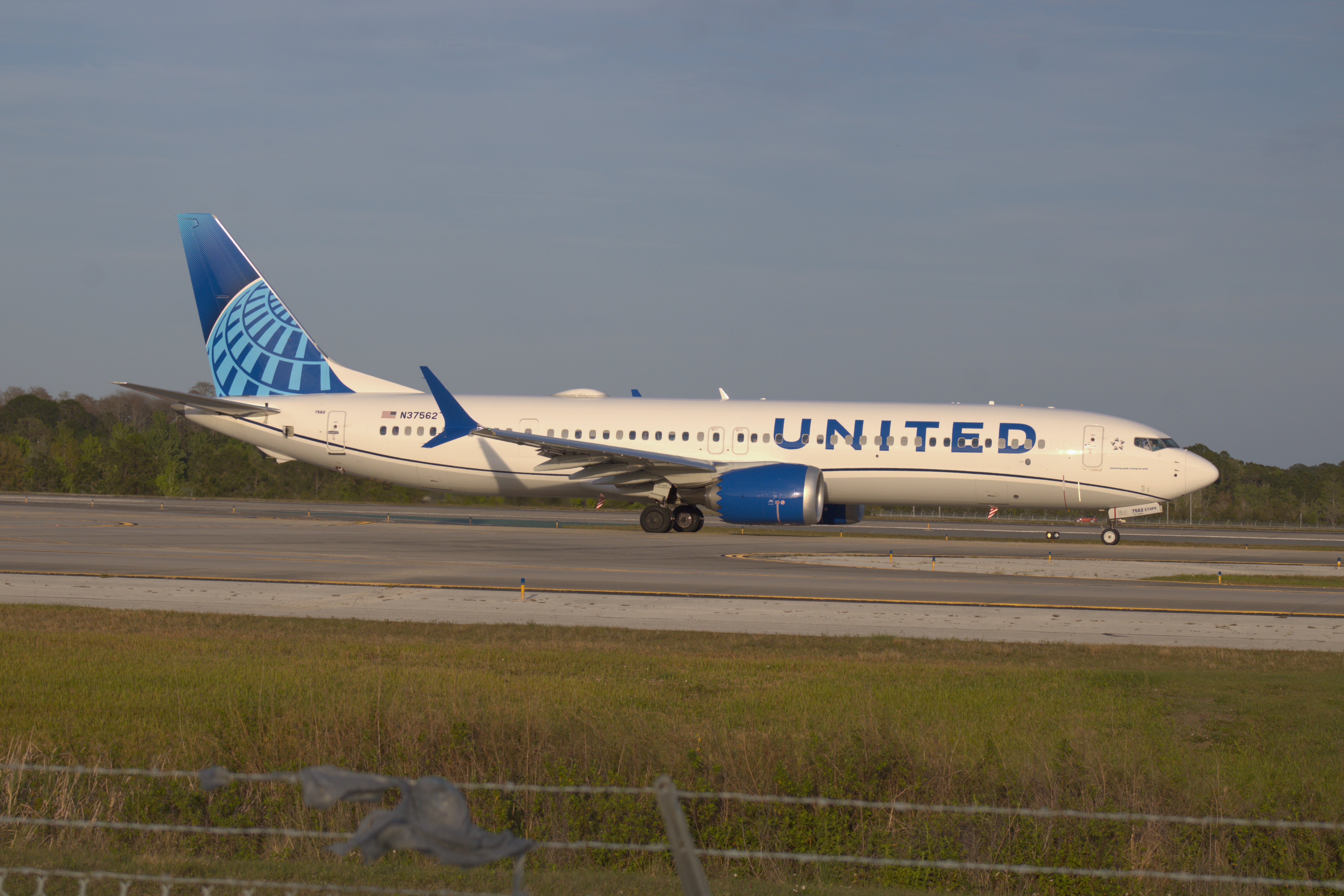
Un Boeing 737 MAX 9.

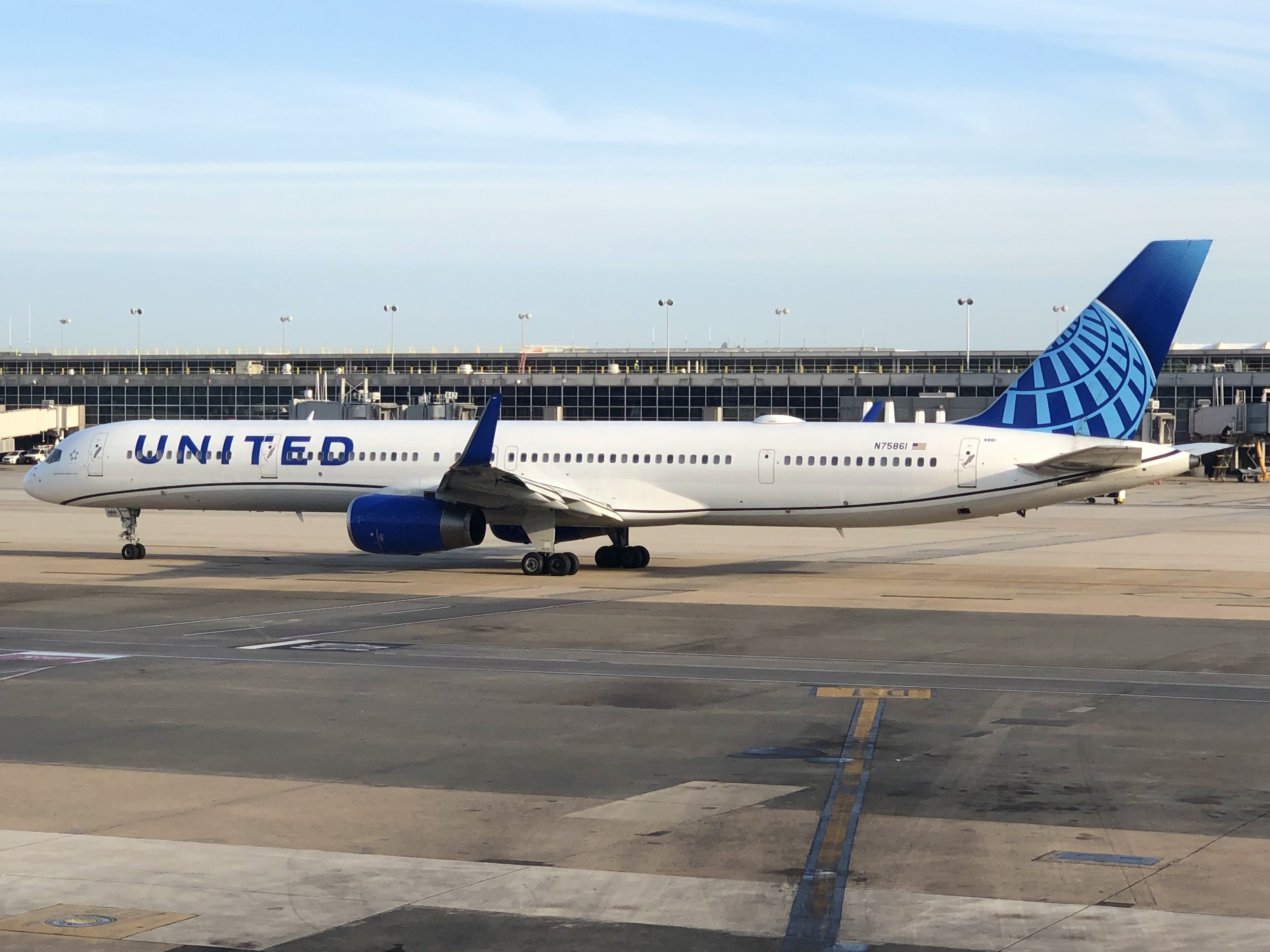
Un Boeing 757-300.

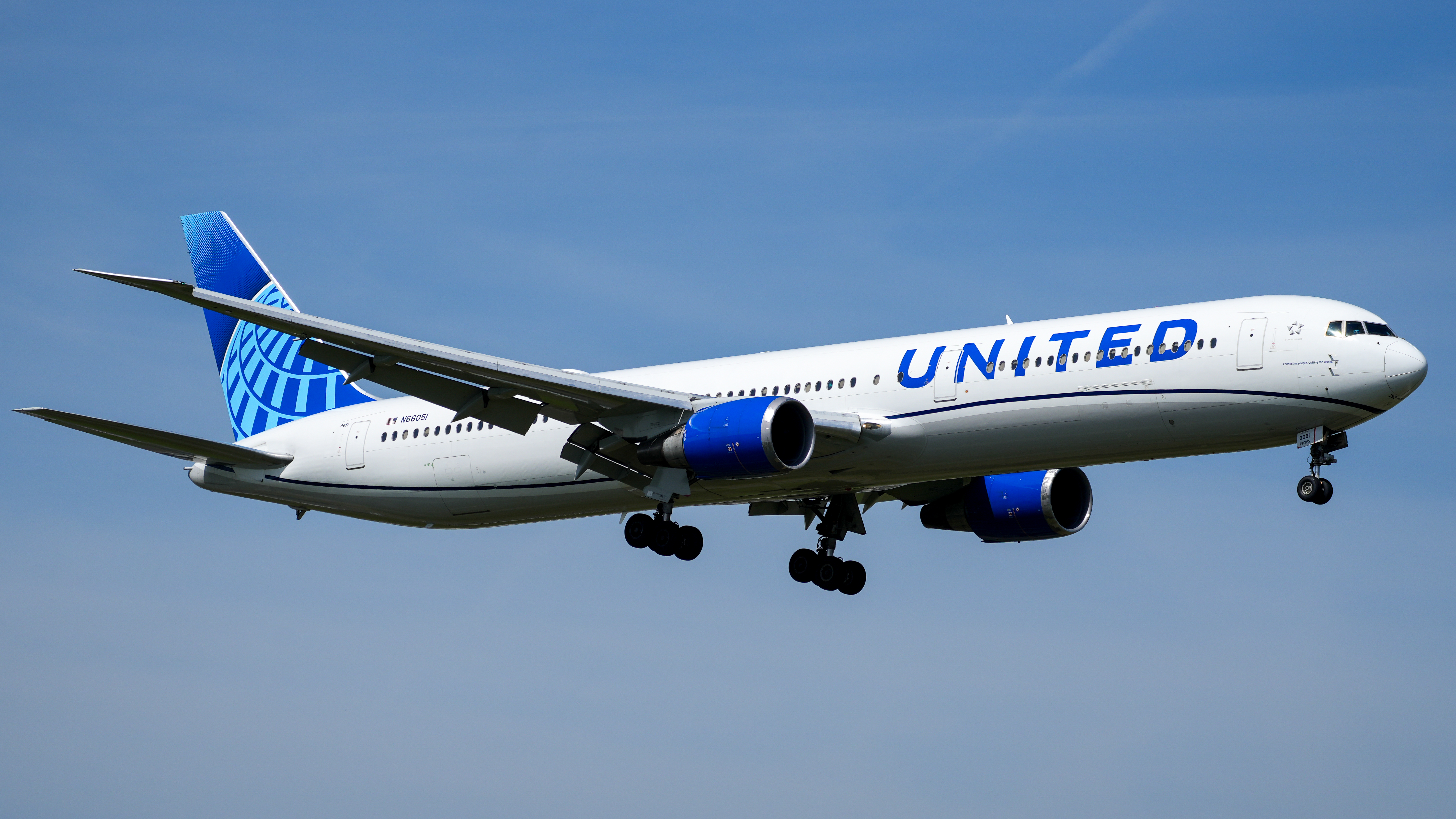
Un Boeing 767-400ER.

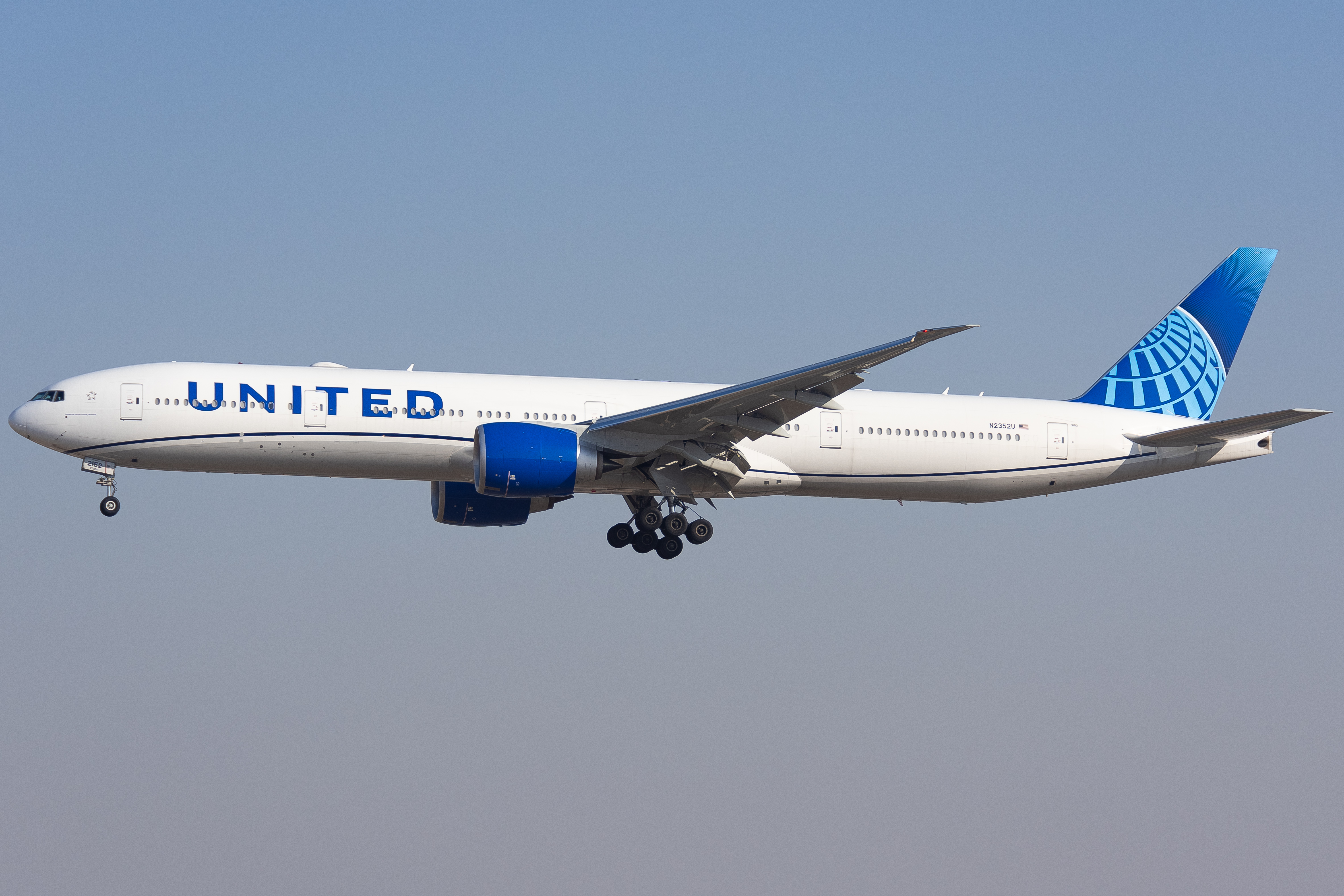
Un Boeing 777-300ER.

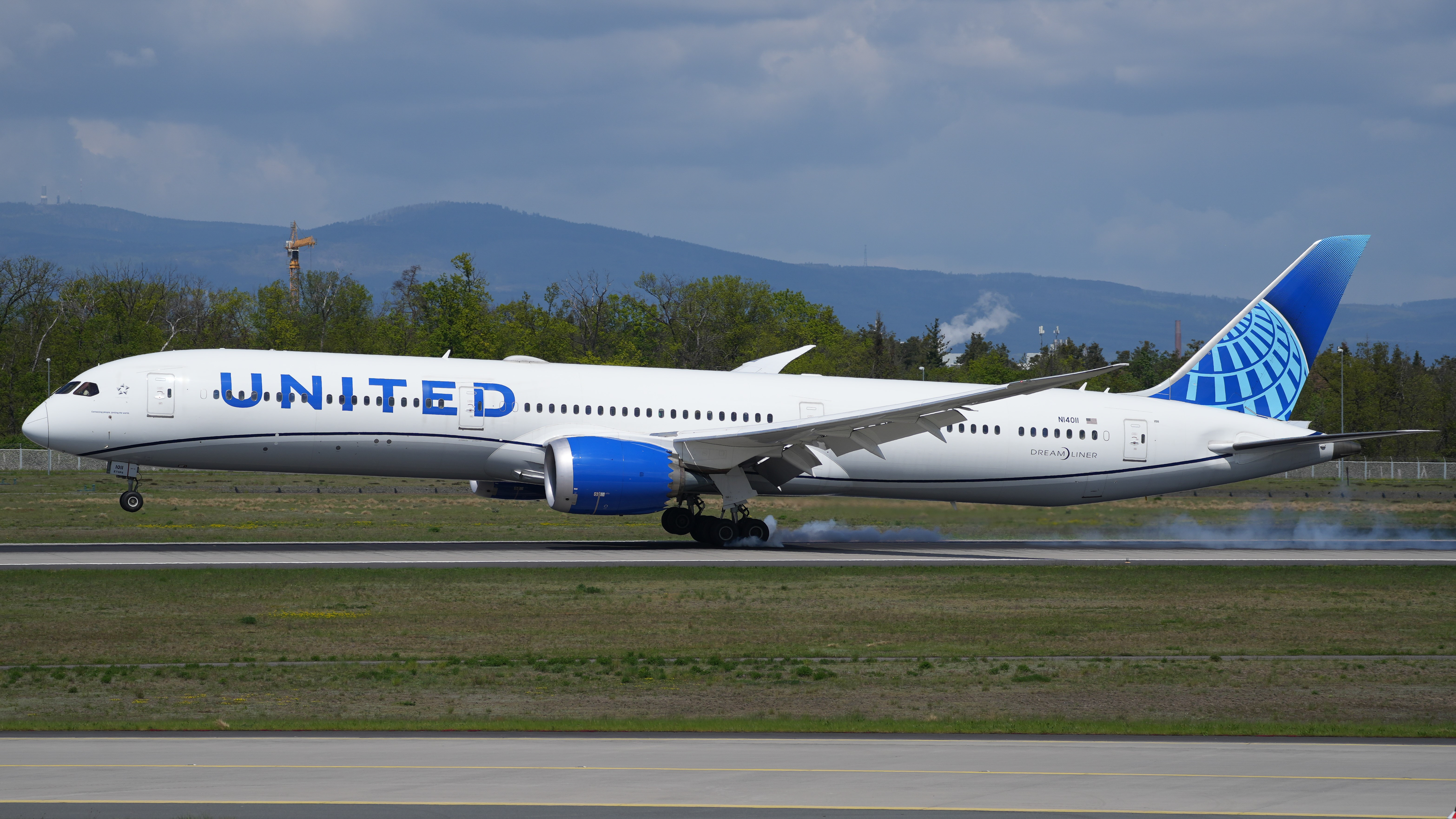
Un Boeing 787-10.

A luglio 2025 la flotta di United Airlines è così composta:

### Sviluppo
Il 20 luglio 2011, American Airlines ha annunciato un ordine per 460 jet narrow body, inclusi 260 Airbus A320. L'ordine spezzò il monopolio di Boeing con la compagnia aerea e costrinse la stessa a procedere speditamente con i piani per il nuovo Boeing 737 MAX. Il contratto con la American includeva una clausola del cliente "più favorito", che richiede ad Airbus di rimborsare ad American qualsiasi differenza tra il prezzo pagato da American e il prezzo pagato da United o da un'altra compagnia aerea, se inferiore. La clausola è stata inserita per far sì che United continui ad avere una flotta composta per la maggior parte da Boeing.
Il 22 settembre 2012, United è diventata la prima compagnia aerea americana a prendere in consegna i Boeing 787. United è anche il cliente di lancio nordamericano per i Boeing 787-9 e 787-10, che sono versioni allungate del modello base 787-8.
Nel maggio 2018, United pianificò di sostituire i suoi 51 Boeing 767 in un accordo del valore potenzialmente di 14 miliardi di dollari a prezzi di listino, ed era in trattative sia con Airbus che con Boeing, per i loro A330neo e 787. All'epoca, United operava con 128 tra 757 e 767 (77 B757 e 51 B767), la seconda flotta combinata più grande dopo Delta Air Lines con 206 (127 B757 e 79 B767). Entrambi i modelli saranno sostituiti; le possibili erano i Boeing 737 MAX 10, gli Airbus A321neo, Boeing NMA, Boeing 787-8 o Airbus A330-800neo.
Il 3 giugno 2021, United ha annunciato che era stato confermato un accordo con Boom Supersonic per l'acquisto di almeno 15 dei loro aerei di linea supersonici Overture e potenzialmente fino a 50 in totale. Questi aerei saranno pilotati con combustibili sostenibili al 100%. Gli aerei dovrebbero entrare in servizio nel 2029 e dovrebbero essere i primi aerei di linea supersonici a volare negli USA da quando il Concorde è stato ritirato con British Airways e Air France nel 2003.
Il 29 giugno 2021, United ha annunciato un ordine per 270 velivoli del valore di circa 15 miliardi di dollari: 150 737 MAX 10, 50 737 MAX 8 e 70 A321neo. Questo si è aggiunto a quello già presente per 50 Airbus A321XLR. Con l'arrivo di nuovi aeromobili, la compagnia aerea ha anche annunciato che questi includeranno schermi AVOD (Audio and Video On Demand) su ogni posto, nonché il retrofit di tutti gli aeromobili della linea principale per includere gli schermi entro il 2025. United ha anche annunciato il ritiro della linea principale più vecchia aeromobili e almeno 200 aeromobili regionali di classe singola. Il 737 MAX 8 ha debuttato con la compagnia aerea in estate, mentre il 737 MAX 10 e l'A321neo inizieranno ad essere consegnati nel 2023.

### Flotta storica

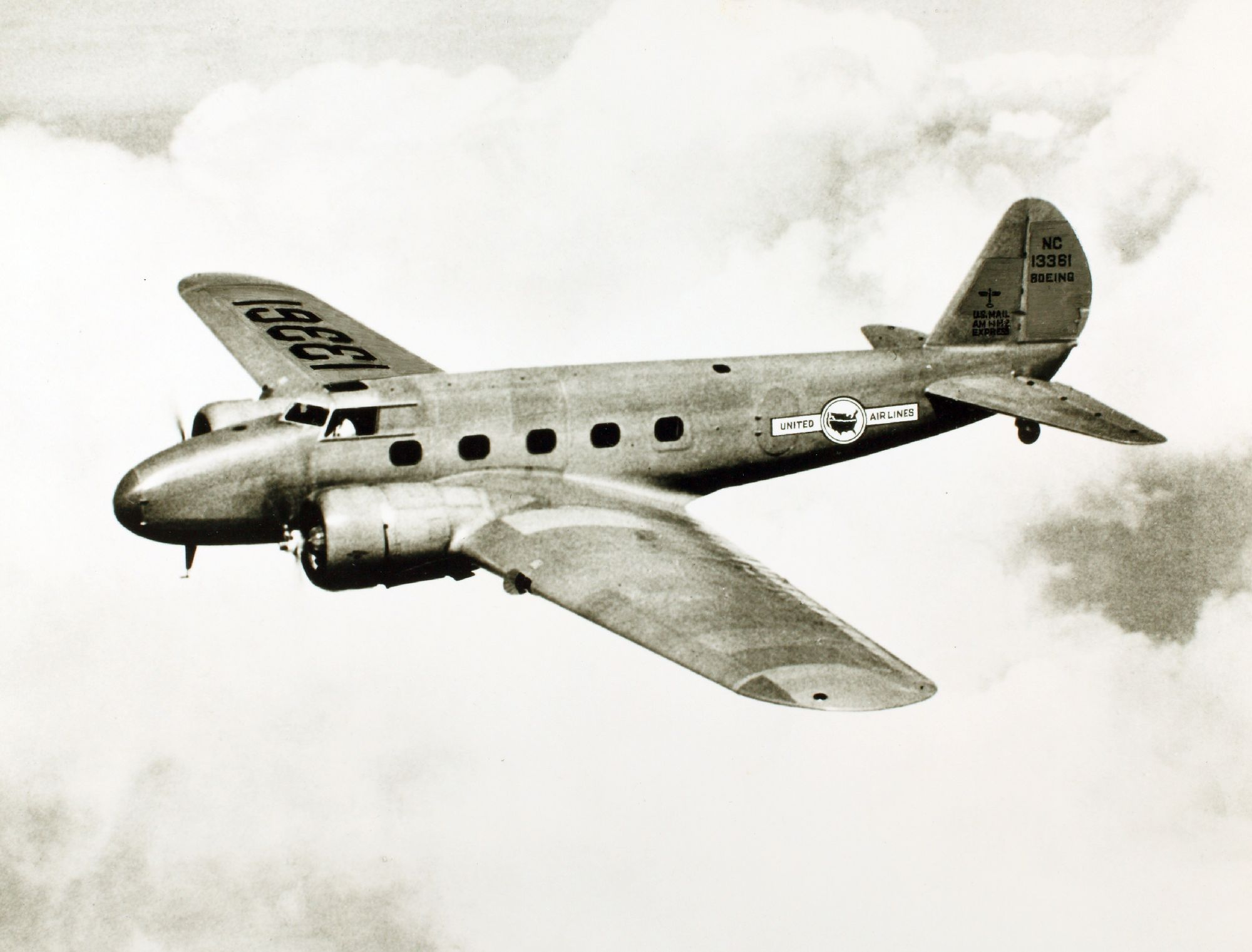
Un Boeing 247.

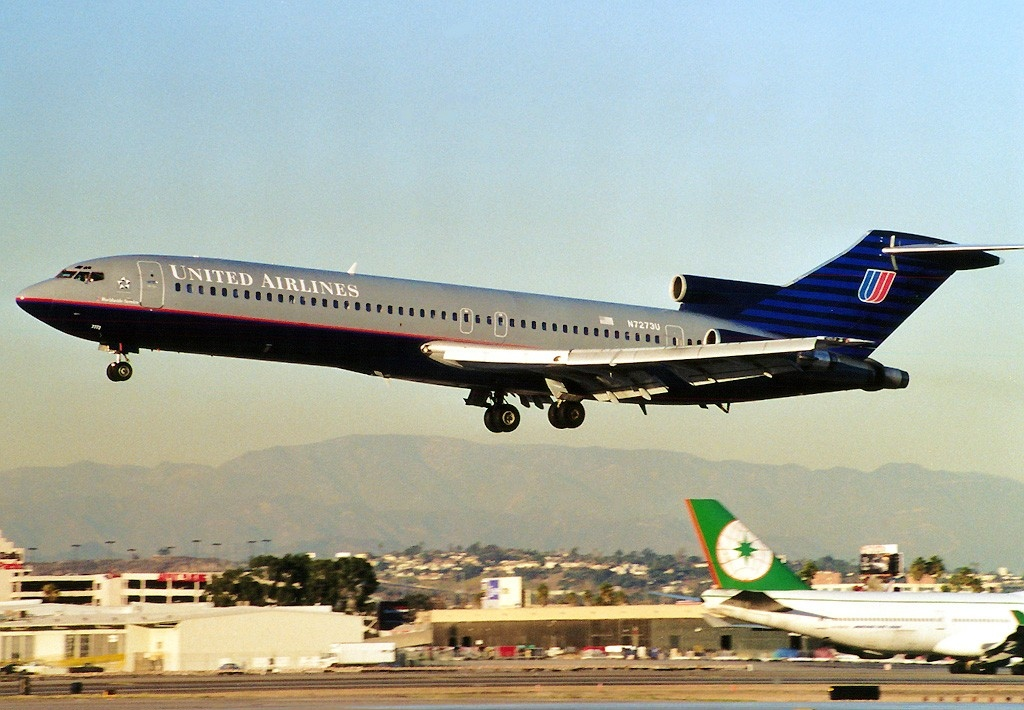
Un Boeing 727-200.

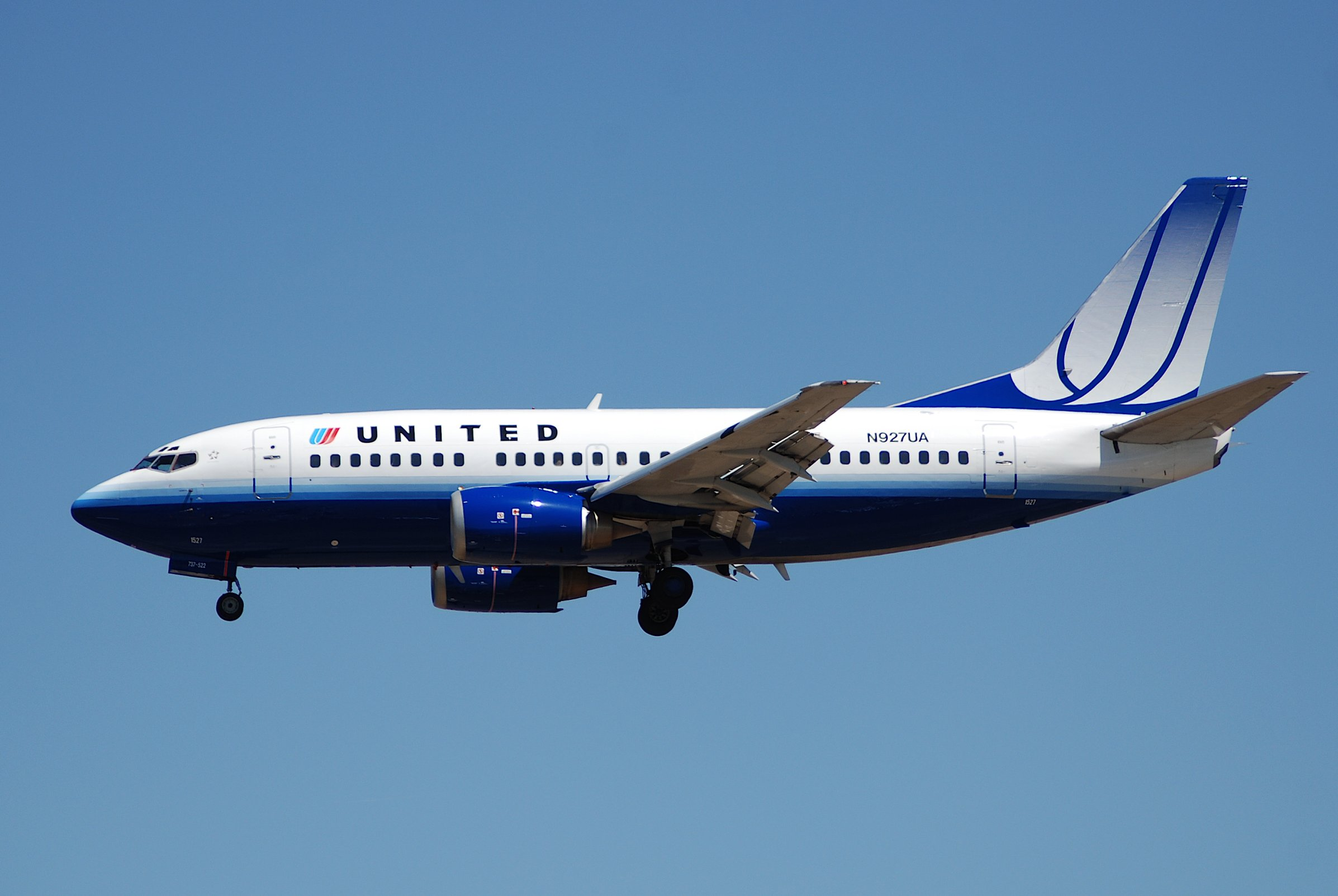
Un Boeing 737-500.

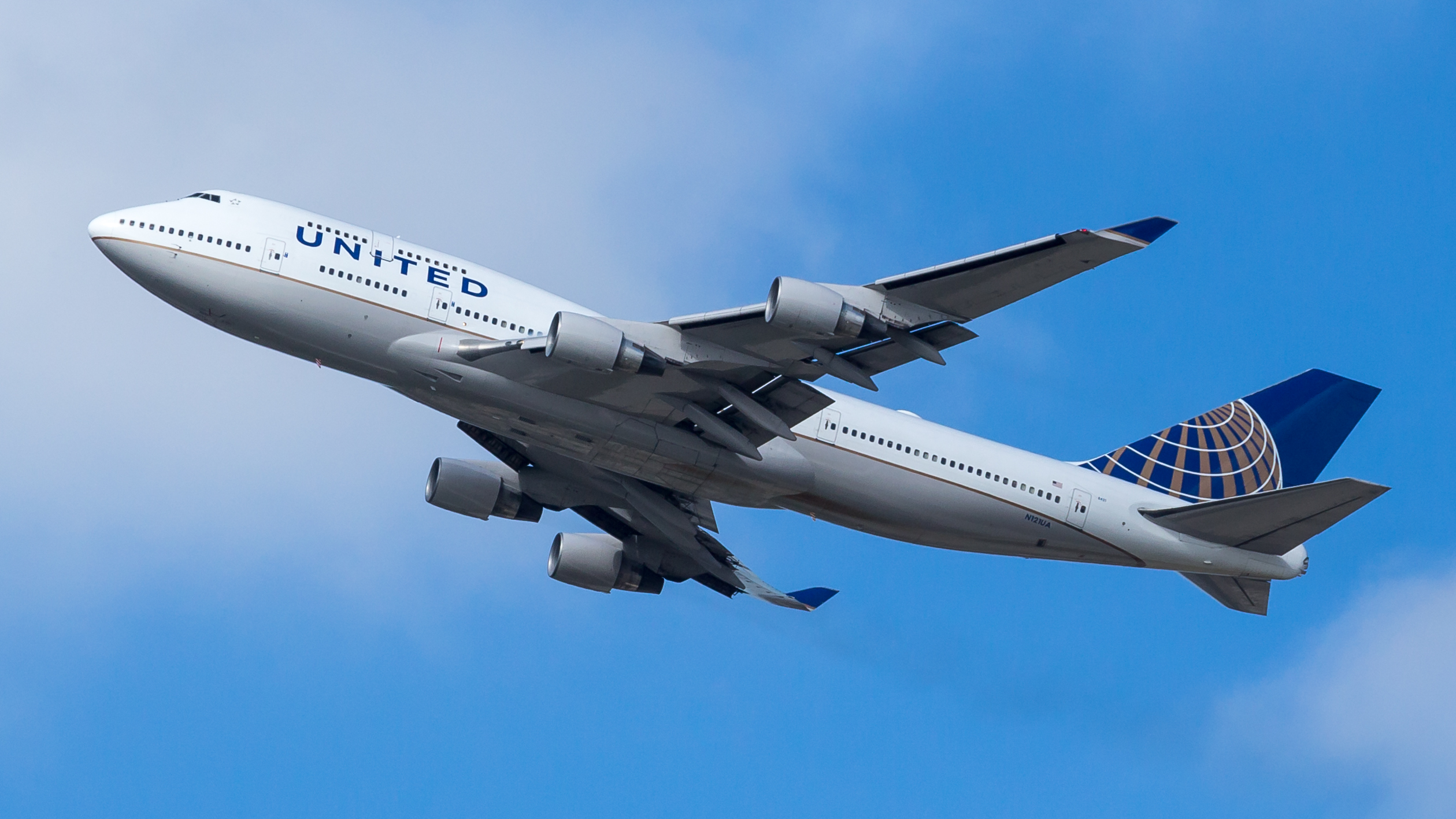
Un Boeing 747-400.

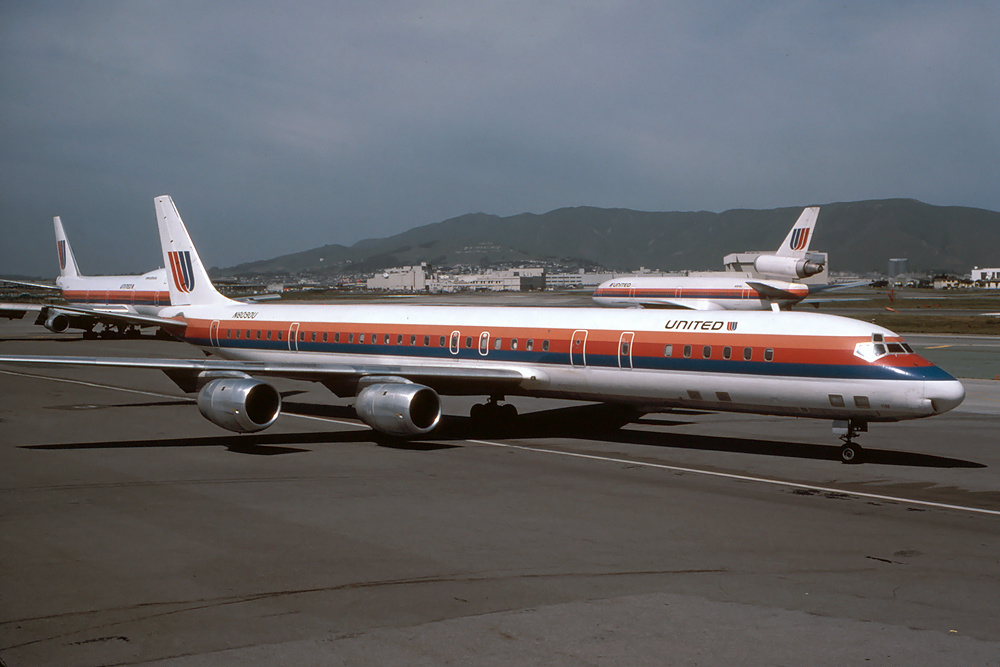
Un Douglas DC-8.

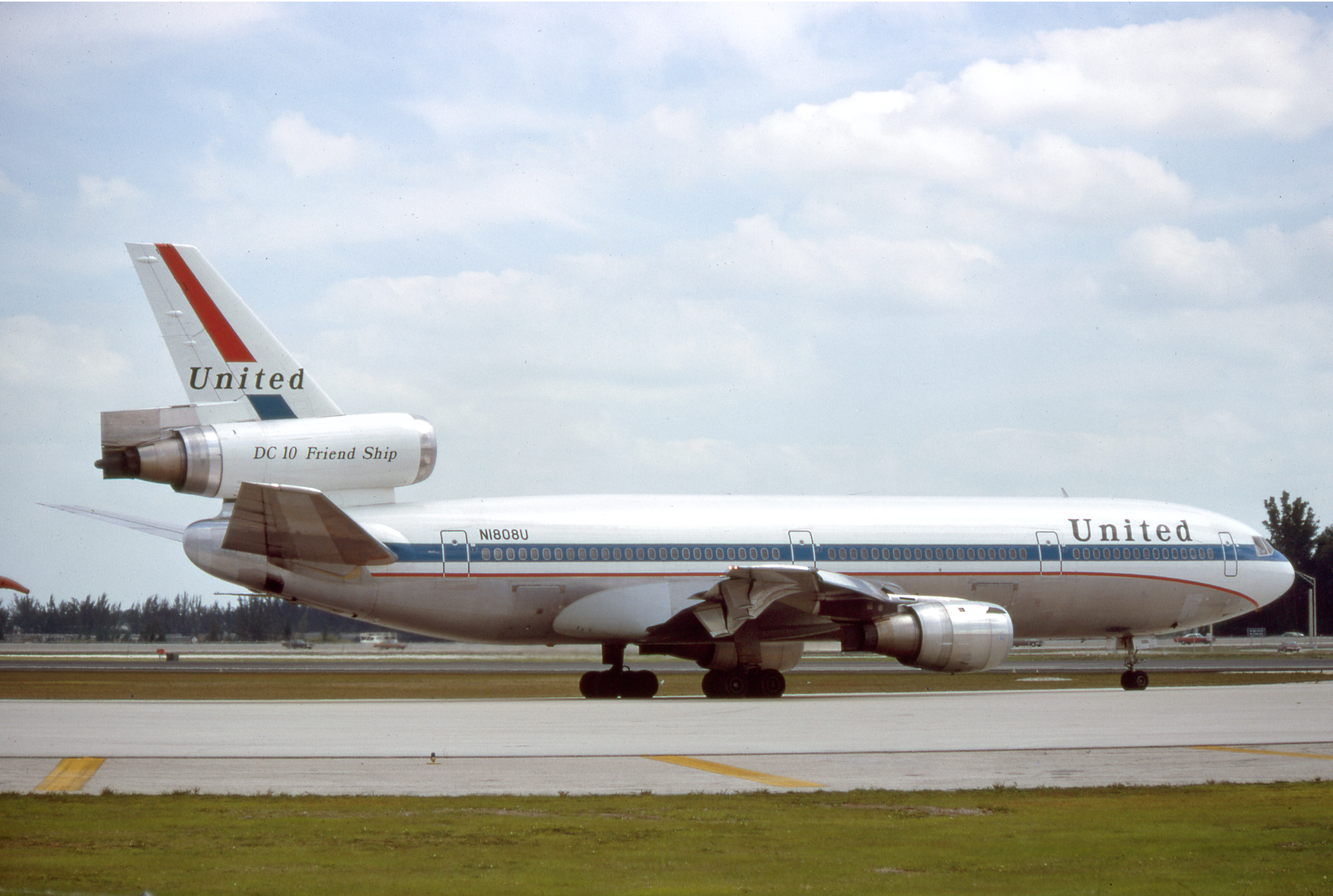
Un Douglas DC-10.

United Airlines operava in precedenza con i seguenti aeromobili:

## Incidenti

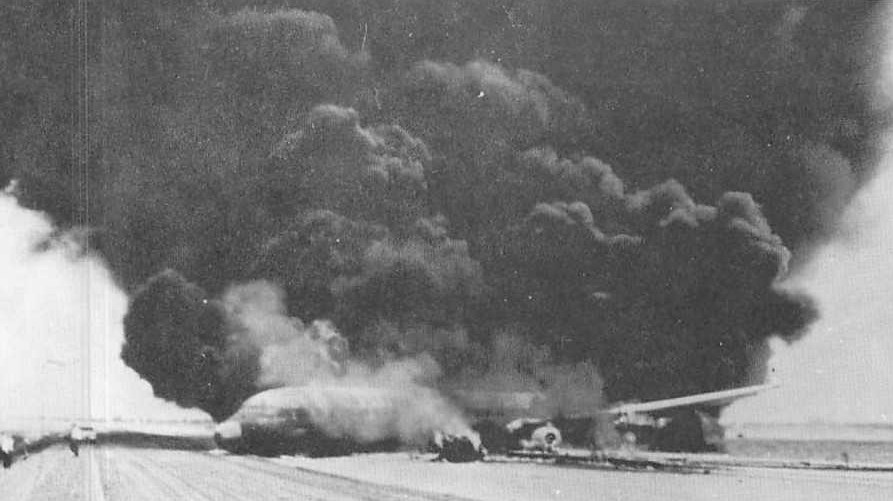
Il volo 859 in fiamme sulla pista nel luglio 1961.

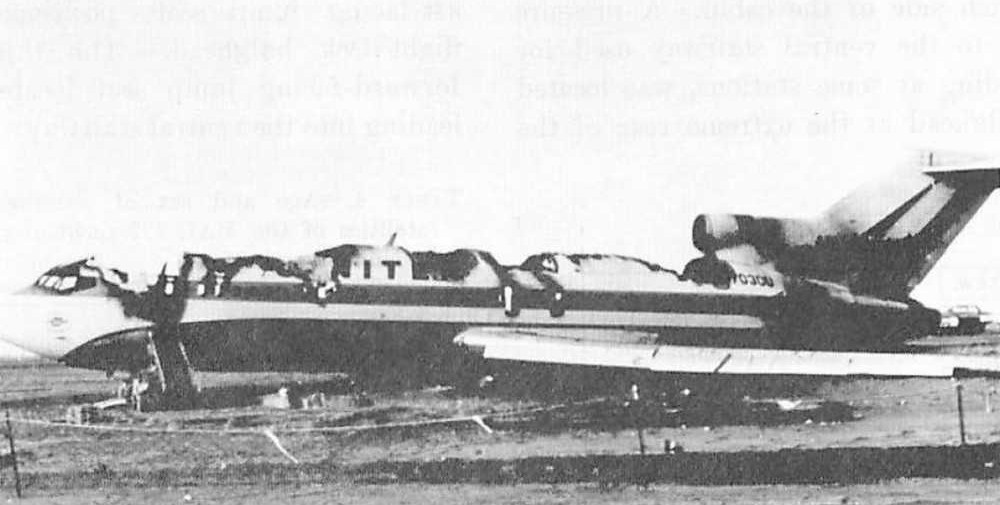
Il volo 227 dopo lo schianto sulla pista nel novembre 1965.

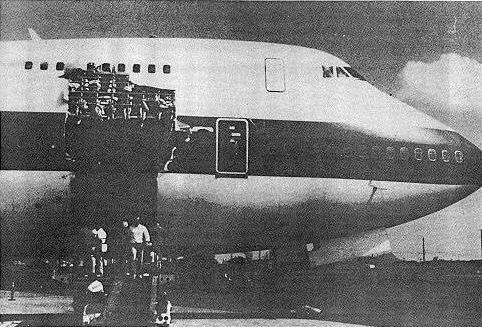
Il buco nella fusoliera del 747 operante il volo 811 nel 1989.

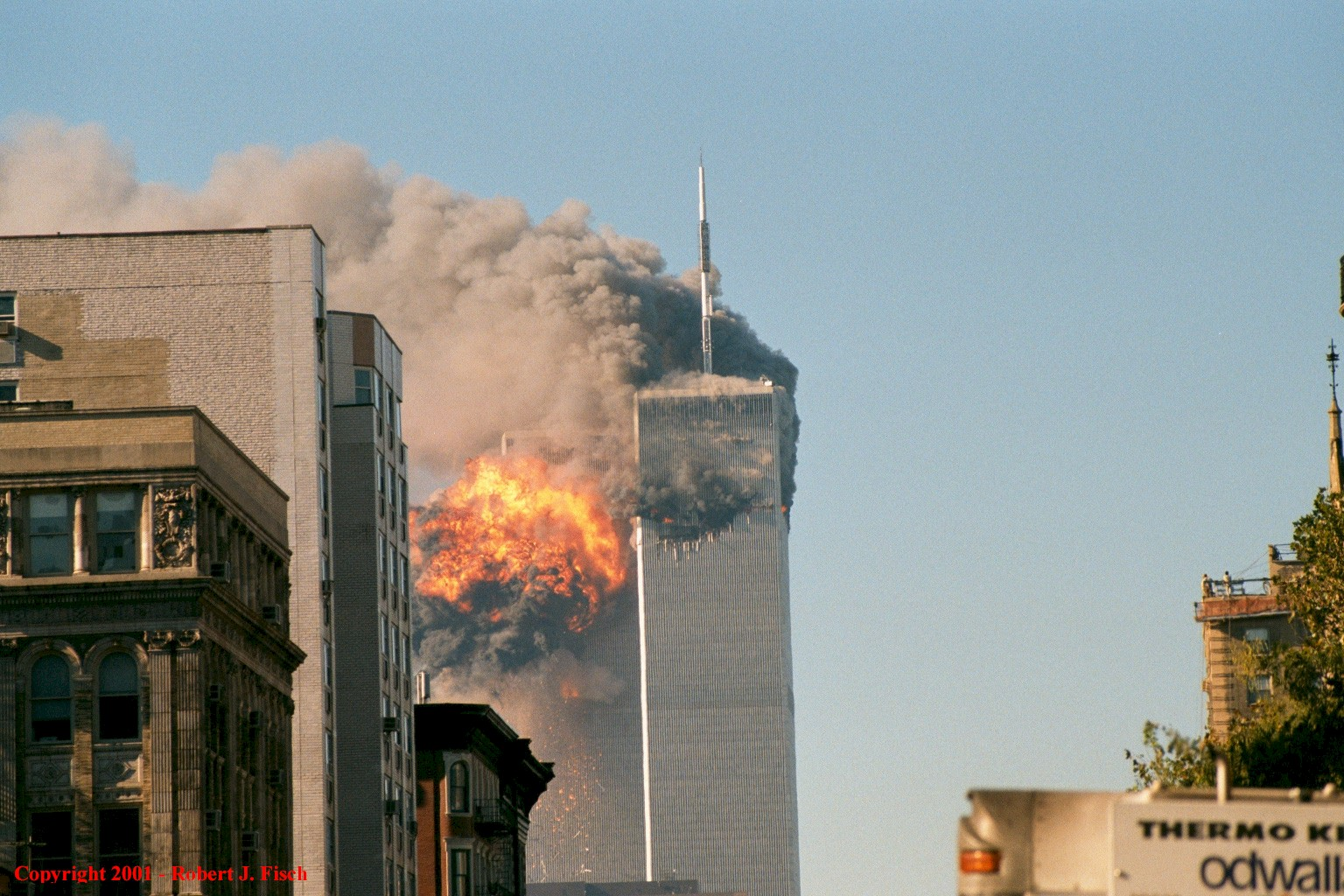
Lo schianto del Boeing 767 contro la Torre Sud del WTC l'11 settembre 2001.

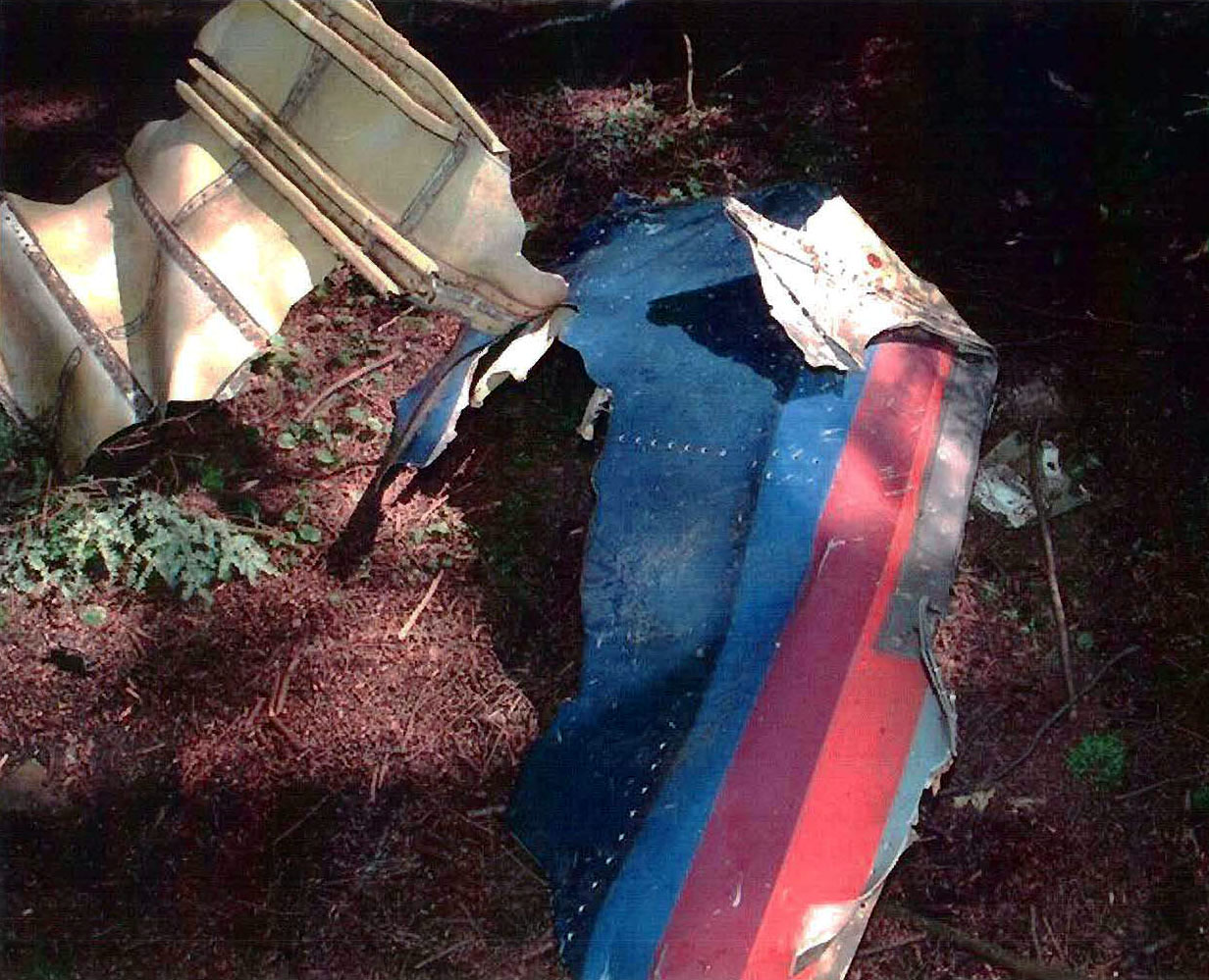
I resti del Boeing 757 operante il volo 93 l'11 settembre 2001.

- 7 ottobre 1935: il volo United Airlines 4, un Boeing 247, contattò Cheyenne per l'ultima volta alle 2:16 o alle 2:17 segnalando la sua posizione a Silver Crown. Il controllore di Cheyenne chiamò il volo alle 2:17, senza ricevere risposta. Il tempo era praticamente sereno. Il relitto venne trovato a tre miglia (4,8 km) a est di Silver Crown. L'aereo aveva colpito il suolo in una discesa poco profonda appena sotto un piccolo poggio.[88]
- 27 dicembre 1936: il volo United Airlines 34, un Boeing 247, precipitò vicino al Rice Canyon (vicino a Newhall, California) alle 7:38, provocando la morte dei 12 a bordo.[89]
- 29 maggio 1947: il volo United Airlines 521, un Douglas DC-4, durante il tentativo di decollo sulla pista 18 non riuscì a prendere il volo, uscì di pista, squarciò la recinzione perimetrale dell'aeroporto e si schiantò contro un terrapieno, precipitando in uno stagno ed esplodendo. Dieci persone scapparono dal relitto in fiamme; solo cinque di loro sopravvissero.[90]
- 24 ottobre 1947: il volo United Airlines 608, un Douglas DC-6, precipitò alle 12:29 a circa 2,4 km a sud-est dell'aeroporto di Bryce Canyon, Utah, Stati Uniti. Non ci furono sopravvissuti tra i 5 membri dell'equipaggio e 47 passeggeri a bordo. Fu il primo incidente di un DC-6 e all'epoca fu il secondo peggior incidente aereo negli Stati Uniti.[91]
- 17 giugno 1948: il volo United Airlines 624, un Douglas DC-6, precipitò alle 13:41 EDM, provocando la morte di tutti i 4 membri dell'equipaggio e i 39 passeggeri a bordo.[92]
- 30 giugno 1951: il volo United Airlines 610, un Douglas DC-6, precipitò nella contea di Larimer, a nord-ovest di Denver. Tutti i 50 a bordo (45 passeggeri e 5 membri dell'equipaggio) rimasero uccisi.[93]
- 24 agosto 1951: il volo United Airlines 615, un Douglas DC-6, si schiantò durante l'avvicinamento a Oakland, causando la morte di tutti i 44 passeggeri e 6 membri dell'equipaggio a bordo.[94]
- 4 aprile 1955: il Douglas DC-6 di marche N37512 precipitò poco dopo il decollo da Long Island, causando la morte dei tre a bordo.[95]
- 6 ottobre 1955: il volo United Airlines 409, un Douglas DC-4, si schiantò contro Medicine Bow Peak, vicino a Laramie, Wyoming, provocando la morte di tutte le 66 persone a bordo (63 passeggeri, 3 membri dell'equipaggio). Le vittime includevano cinque membri del Mormon Tabernacle Choir e personale militare. A quel tempo, questo fu il peggior incidente aereo nella storia dell'aviazione commerciale americana.[96]
- 1º novembre 1955: il volo United Airlines 629, un Douglas DC-6, fu fatto saltare in aria con una bomba collocata in un bagaglio. L'esplosione avvenne su Longmont, Colorado, Stati Uniti, intorno alle 19:03. ora locale, mentre l'aereo era in rotta da Denver, Colorado a Portland, Oregon e Seattle, Washington. Tutti i 39 passeggeri e 5 membri dell'equipaggio a bordo morirono nell'esplosione e nello schianto.[97]
- 30 giugno 1956: nella collisione aerea del Grand Canyon, un aereo della United Airlines si scontrò con uno della TWA. Tutte le 128 persone a bordo dei due aeromobili morirono. Fu il primo incidente tra aerei commerciali a superare le 100 vittime e provocò importanti cambiamenti nel controllo aereo negli Stati Uniti. Il luogo dell'incidente è stato designato National Historic Landmark.[98]
- 16 dicembre 1960: nella collisione aerea di New York, un Douglas DC-8 di United Airlines, diretto all'aeroporto Internazionale John F. Kennedy di New York, si scontrò a mezz'aria con un Lockheed L-1049 Super Constellation in fase di avvicinamento all'aeroporto LaGuardia di New York. Il Super Constellation si schiantò a Miller Field, Staten Island, e il DC-8 a Park Slope, Brooklyn; la collisione provocò la morte di tutte le 128 persone sui due aerei e di sei persone a terra. Al momento dello scontro, fu il peggior disastro aereo mai avvenuto nella storia dell'aviazione.[99][100]
- 11 luglio 1961: il volo United Airlines 859, un Douglas DC-8-12, prese fuoco durante l'atterraggio all'aeroporto Internazionale di Stapleton dopo essere uscito di pista a causa di un'avaria meccanica. Le vittime furono 17.[101]
- 23 novembre 1962: il volo United Airlines 297, un Vickers Viscount, si schiantò a 10 miglia (16 km) a sud-ovest di Baltimora, uccidendo tutte le 17 persone a bordo. L'indagine concluse che l'aereo aveva colpito almeno due cigni fischianti, che causarono gravi danni all'aereo, con conseguente perdita di controllo.[102]
- 9 luglio 1964: i piloti del volo United Airlines 823, un Vickers Viscount 745D, ne persero il controllo a causa di un incendio a bordo, la quale causa non è mai stata identificata. Tutti i 39 a bordo morirono.[103]
- 16 agosto 1965: il volo United Airlines 389, un Boeing 727-100, si schiantò nel lago Michigan a 20 miglia (32 km) a est di Fort Sheridan, vicino a Lake Forest, mentre scendeva da 35.000 piedi sul livello medio del mare (MSL). Non c'era stata alcuna indicazione di problemi o richiesta di aiuto prima dell'impatto. Le vittime furono 30.[104]
- 11 novembre 1965: il volo United Airlines 227, un Boeing 727-100, si schiantò vicino alla pista durante il tentativo di atterraggio all'aeroporto internazionale di Salt Lake City, Utah, provocando la morte di 43 persone e il ferimento di altre 35.[105]
- 18 gennaio 1969: il volo United Airlines 266, un Boeing 727-22C, precipitò nell'oceano a causa di un guasto elettrico provocando la morte di tutti i 38 occupanti del velivolo.[106]
- 8 dicembre 1972: il volo United Airlines 553, un Boeing 737-222, si schiantò durante una procedura di mancato avvicinamento mentre si approcciava all'aeroporto Midway. L'aereo precipitò in un quartiere residenziale, distruggendo cinque case; si sviluppò un incendio al suolo. 43 dei 61 a bordo dell'aereo e due a terra rimasero uccisi. Tra le vittime vi erano il membro del Congresso dell'Illinois George W. Collins e Dorothy Hunt, la moglie del cospiratore del Watergate E. Howard Hunt. Questo fu il primo incidente con vittime che coinvolse un Boeing 737, che era entrato in servizio aereo quasi cinque anni prima nel febbraio 1968.[107]
- 18 dicembre 1977: il volo United Airlines 2860, un Douglas DC-8-54F, si trovava in un circuito d'attesa nello Utah e si schiantò contro una montagna nella Wasatch Range vicino a Fruit Heights. Tutti e tre i membri dell'equipaggio, gli unici occupanti dell'aereo, rimasero uccisi nell'incidente.[108]
- 28 dicembre 1978: il volo United Airlines 173, un Douglas DC-8-61, rimase senza carburante durante la risoluzione di un problema al carrello di atterraggio e si schiantò in un quartiere periferico di Portland, vicino a NE 157th Avenue e East Burnside Street, provocando la morte di dieci persone a bordo, due membri dell'equipaggio e otto passeggeri.[109]
- 11 gennaio 1983: il volo United Airlines 2885, un Douglas DC-8-54F, precipitò dopo il decollo da Detroit, uccidendo tutti e 3 i membri dell'equipaggio. L'indagine del National Transportation Safety Board (NTSB) stabilì che la causa dell'incidente era un errore del pilota.[110]
- 24 febbraio 1989: sul volo United Airlines 811, un Boeing 747-122, si verificò una decompressione esplosiva poco dopo il decollo dall'aeroporto Internazionale di Honolulu che causò una falla nella fusoliera dalla quale furono risucchiate all'esterno alcune file di sedili. Complessivamente i passeggeri dispersi furono nove.[111]
- 19 luglio 1989: il volo United Airlines 232, un McDonnell Douglas DC-10-10, si schiantò durante l'atterraggio di emergenza all'aeroporto di Sioux City. Le vittime furono complessivamente 112, su 296 persone a bordo.[112]
- 3 marzo 1991: il volo United Airlines 585, un Boeing 737-291, si schiantò durante l'avvicinamento alla pista 35 dell'aeroporto di Colorado Springs, uccidendo tutte le 25 persone a bordo. La causa fu determinata poi essere un errore di progettazione del timone, che fece poi schiantare il volo USAir 427 quattro anni dopo.[113]
- 17 dicembre 1997: il volo United Airlines 826, un Boeing 747-100, a due ore dall'inizio del volo e a un'altitudine di 31 000 piedi (9 400 m), ricevette segnalazioni di gravi turbolenze nell'area e il segnale delle cinture di sicurezza venne acceso. Qualche istante dopo, l'aereo precipitò improvvisamente di circa 100 piedi (30 m), ferendo gravemente 15 passeggeri e 3 membri dell'equipaggio. L'aereo tornò indietro e atterrò di nuovo sano e salvo a Tokyo, ma un passeggero, una donna giapponese di 32 anni, perse la vita a causa delle ferite.[114]
- 11 settembre 2001:
  - il volo United Airlines 175, un Boeing 767-200, è stato il secondo dei quattro aerei di linea dirottati durante gli attentati dell'11 settembre 2001. La sua rotta regolare connetteva il Logan International Airport di East Boston all'International Airport di Los Angeles. Quel giorno, l'aereo venne dirottato da un gruppo di 5 terroristi legati ad al-Qaida e fatto schiantare contro la Torre Sud del World Trade Center di New York. A bordo vi erano 65 persone (compresi i 5 dirottatori e i 9 membri dell'equipaggio). Dopo la tragedia, il numero di contrassegno del volo fu modificato da "175" in "1525" e poi in "163" dalla United Airlines.[115]
  - il volo United Airlines 93, un Boeing 757-200, è stato il quarto dei quattro aerei di linea Boeing dirottati durante gli attentati dell'11 settembre 2001. È l'unico dei quattro a non aver raggiunto il suo obiettivo, schiantandosi in un campo vuoto vicino Shanksville (Pennsylvania), piccolo centro abitato a 240 chilometri a nord di Washington. Sebbene non sia mai stato dimostrato con certezza quale fosse esattamente il bersaglio dei dirottatori, si ritiene che potesse essere il Campidoglio o la Casa Bianca. La Commissione sull'11 settembre è comunque riuscita a ricostruire nei particolari quasi tutti gli avvenimenti riguardanti questo volo.[116]
- 21 febbraio 2021: il volo United Airlines 328, un Boeing 777-200, diretto ad Honolulu, ha subito un guasto non contenuto al motore destro (un PW4000) poco dopo il decollo; i detriti sono caduti nel sobborgo di Commons Park di Broomfield, Colorado, e dintorni. Il volo è tornato e atterrato in sicurezza a Denver. Durante gli ultimi anni sono svariate le segnalazioni di guasti ai motori di questo tipo. A seguito dell'incidente, il Giappone ha messo a terra tutti i 777 equipaggiati con motori Pratt & Whitney PW4000 e lo stesso ha fatto la United Airlines.[117][118] La Federal Aviation Administration (FAA) ha ordinato un aumento delle ispezioni dei Boeing 777 con motori PW4000.[119]
- 8 Marzo 2024:  il Volo United Airlines 2247 operato dal Boeing 737 Max 8, decollò dall’Aeroporto internazionale di Memphis; l’aereo ha oltrepassato la pista dopo l’atterraggio all’Aeroporto intercontinentale di Houston. Nessuno dei 160 passeggeri e 6 membri dell’equipaggio è stato ferito.

## Controversie
Il musicista canadese Dave Carroll compose una canzone di protesta, poi diventata popolare, intitolata United Breaks Guitars, dopo che la sua chitarra fu danneggiata durante un volo nel 2008 e la compagnia aerea si rifiutò di risarcirlo.
Nel 2002 Jim Stanek, un veterano della guerra in Iraq che aveva riportato danni cerebrali e una grave forma di PTSD, dichiarò che il personale della compagnia gli aveva chiesto se era "ritardato" e aveva preso a calci il suo cane da assistenza.
Nel 2015, secondo diverse agenzie di stampa, la United Airlines fece sbarcare una ragazza adolescente autistica senza una giustificazione apparente. L'hashtag #boycottunited e servizi della ABC News superarono i 10.000 tweets su Twitter nell'arco di 24 ore, la maggioranza dei quali critici verso la compagnia.
Sempre nel 2015, a Tahera Ahmad, mullā e direttrice di una organizzazione interreligiosa di volontariato presso la Northwestern University, fu rifiutata una lattina di Coca-Cola sulla base del fatto che avrebbe potuto usare la linguetta come arma.
Il 25 marzo 2017 la United Airlines ha rifiutato imbarco a due adolescenti su un volo tra Denver e Minneapolis, in quanto le ragazze indossavano dei leggings. La compagnia ha sostenuto che tale tipo di indumento era inappropriato, poiché le ragazze avevano comprato il biglietto facendo uso di un'agevolazione prevista per parenti di dipendenti dell'azienda. In quanto tali, avrebbero dovuto attenersi al "dress code" previsto dall'azienda.
Il 9 aprile 2017 un passeggero, già imbarcato, è stato trascinato fuori da un aereo in partenza da Chicago per Louisville, dal personale della compagnia con l'assistenza dello staff di sicurezza dell'aeroporto, in quanto si era verificata una sovraprenotazione dei posti disponibili. I filmati ripresi dagli altri passeggeri mostrano l'uomo afferrato e trascinato di peso per le braccia lungo l'aereo, nonché tracce di sangue sulla sua faccia.
Nella notte tra il 18 e il 19 giugno 2017, una coppia in luna di miele imbarcata sul volo New Jersey - Venezia, ha notato una fuoriuscita di carburante dall'ala dell'aereo poco prima del decollo. Dato l'allarme, il volo è stato cancellato. Tutti gli altri passeggeri sono stati alloggiati in delle camere d'albergo. Invece la coppia è stata lasciata dormire sul pavimento dell'area bagagli.